# کشته‌شدگان سپاه حسین در نبرد کربلا
کشته‌شدگان سپاه حسین در نبرد کربلا، فهرستی از تلفات سپاهیان حسین بن علی است؛ که در نبرد کربلا صورت گرفته است. این فهرست شامل کشته‌شدگان در معرکه کربلاست. نبرد کربلا در ۱۰ محرم سال ۶۱ هجری قمری (۱۰ اکتبر ۶۸۰ میلادی) در کربلا واقع در عراق کنونی روی داد. این نبرد بین ارتش یزید و کاروان خانواده‌ها و دوستان حسین بن علی، نوه محمد، پیامبر اسلام، رخ داده است. تعداد دقیق کشته‌شدگان سپاه حسین در این نبرد مشخص نیست و منابع در تعداد، نوع کشته شدن، نام افراد و حضور در کربلا یا کشته شدنشان پس از نبرد کربلا، دچار اختلاف و تردید هستند.

## پیش‌زمینه
در سال ۴۱ ه‍.ق/۶۶۱ م، مُعاویه قلمروی اسلامی را به‌چنگ آورده و حکومتِ آن را به خلافت اُمَوی تبدیل کرد. معاویه تا زمان مرگش در سال ۶۰ ه‍.ق/ ۶۸۰ م، حکومت را در اختیار داشت و کوشید تا زمینهٔ انتقالِ موروثیِ خلافت برای فرزندش یزید را فراهم سازد. این امر زمینهٔ مخالفت بزرگان جامعهٔ اسلامی را فراهم کرد. حسین بن علی و شیعیانِ هوادارِ وی خواستار پایبندی معاویه به عهدنامهٔ صلح مبنی بر عدم تعیین جانشین از سوی وی بودند و جمعی دیگر نظیر عبدالله بن زبیر و عبدالله بن عمر در پی ایجاد شورای خلافت بودند. در هنگامی که معاویه برای یزید بیعت جمع می‌کرد، حسین از معدود کسانی بود که بیعت را رد کرد و معاویه را محکوم کرد. سید محمد عمادی حائری بر این باور است که وی هدایای معاویه را قبول نکرد. معاویه به یزید توصیه کرد که با حسین با نرمش برخورد کند و او را به بیعت مجبور نکند.
سرانجام معاویه در نیمه رجب سال ۶۰ هجری قمری درگذشت و پسرش یزید جانشین او شد. بلافاصله پس از مرگ معاویه (۱۵ رجب ۲۲/۶۰ آوریل ۶۸۰) به فرمان یزید، ولید بن عتبه حاکم مدینه، حسین و عبدالله بن زبیر و عبدالله بن عمر را در ساعت غیرمعمول به قصر حکومتی فراخواند تا آنان را مجبور به بیعت با یزید کند. عبدالله شبانه به مکه گریخت. به‌گفتهٔ ولیری حسین به همراه پیروانش به قصر آمد و مرگ معاویه را تسلیت گفت اما بیعت پنهانی با یزید را به بهانه اینکه بیعت باید در ملاء عام باشد، دو روز به تعویق انداخت ولید که تمایلی به درگیری با حسین نداشت، پذیرفت؛ که این امر باعث عزلش شد. اما مروان که می‌دانست اگر حسین از جلسه خارج شود، دیگر بدون جنگ نمی‌توان به او دست یافت، به ولید گفت که حسین را زندانی کند تا بیعت نماید درغیراین‌صورت سریعاً همان‌جا او را بکشد. سرانجام حسین در شب به همراه خاندانش به مکه رفت، اما برای این منظور از راه اصلی به جای راه فرعی گذر کرد. در این سفر، زنان و فرزندان، برادران حسین و پسران حسن، با وی بودند. شرایطی که به‌خاطر وجود حسین و عبدالله در مکه به‌وجود آمده بود، یک وضعیت عادی نبود. مردم مکه به حسین گرایش داشتند. حسین در مکه در خانهٔ عباس بن عبدالمطلب به سر می‌بُرد و چهار ماه آنجا بود.
از سوی دیگر خبر مرگ معاویه با خوشحالی کوفیان که اکثر شیعی بودند مواجه شد. سران شیعیان کوفه در خانهٔ سلیمان بن صرد خزاعی جمع شده و در نامه‌ای به حسین، خدا را به‌خاطر پایان یافتن حکومت معاویه شکر کرده، معاویه را خلیفه‌ای ناحق و غصب‌کنندهٔ آن بدون شایستگی نامیده و اذعان داشتند که دیگر حکومت بنی‌امیه را تحمل نکرده و آنان را غارت‌گر اموال فیء و توزیع‌کنندهٔ اموال خدا بین ثروتمندان و کُشندهٔ بهترین مسلمانان (اشاره به کشتار حجر بن عدی و پیروانش) و زنده‌باقی‌نگهدارندهٔ بدترین مردمان نامیدند. کوفیان بیان داشتند که نماز جمعهٔ این هفته را به اقامت نعمان بن بشیر — والی کوفه که از سوی معاویه گماشته شده بود — برگزار نخواهند کرد و اگر حسین راغب به آمدن باشد، نعمان را از کوفه بیرون خواهند نمود. ساکنان کوفه و سران قبایل آن، به حسین هفت قاصد با کیسه‌های فراوان از نامه فرستادند که دو قاصد نخست در ۱۰ رمضان ۱۳/۶۰ ژوئن ۶۸۰ به مکه رسیدند. بسیار نامه‌های دیگری به حسین رسید که برخی از آن‌ها در جهت همرنگ شدن با جماعت کوفی بوده؛ مانند نامه‌های شبث بن ربعی و عمرو بن حجاج که در کربلا به جنگ با حسین رفتند. حسین در پاسخ به آن‌ها نوشت که حس اتحاد آن‌ها را درک کرده و بیان داشت که امامِ امت باید بر طبق کتاب خدا عمل کرده و اموال را با صداقت تقسیم کرده و خود را وقف خدمت به خداوند نماید. با این وجود، قبل از هر کاری، صلاح را آن دید که پسرعمویش مسلم بن عقیل را به آنجا فرستاده تا شرایط را بررسی کند. حسین، مسلم را به‌همراه چند تن دیگر به کوفه فرستاد و سفارش کرد که مأموریتش مخفی بماند. مسلم در اوایل شوال ۶۰/ژوئیهٔ ۶۸۰ به کوفه رسید و نامهٔ حسین را برای مردم خواند. مردم کوفه به‌سرعت با مسلم بیعت نموده و حتی مسلم به منبر مسجد کوفه رفت و در آنجا مردم را مدیریت نمود. گفته می‌شود ۱۸٬۰۰۰ تن برای یاری حسین با مسلم بیعت نمودند. طرفداران بنی‌امیه و کسانی چون عمر بن سعد، محمد بن اشعث و عبدالله بن مسلم، در نامه‌هایی گزارش وقایع و ناتوانی نعمان بن بشیر، حاکم وقت کوفه، را به یزید رساندند. به‌گفتهٔ نجم حیدر در دانشنامهٔ اسلام، نعمان قاطعانه در برابر فعالیت‌های مسلم اقدامی انجام نداد. یزید که دیگر اعتمادی به نعمان نداشت، عزل و عبیدالله بن زیاد را — که والی بصره بود — به‌جای او گماشت. عبیدالله فرمان یافت تا سریعاً به کوفه رفته و آشوب‌ها را بخواباند و با مسلم بن عقیل برخورد شدید کند. بهرامیان می‌گوید ابن‌زیاد با شناختی که از کوفیان داشت، با انواع اقداماتی مانند تهدید، تطمیع و شایعه‌افکنی توانست کوفه را از هواداران حسین بستاند و نیز با قطع رابطه میان حسین و کوفیان، سپاهی از کوفه برای جنگ با حسین بفرستد و به هدف اصلی بنی‌امیه که کشتن حسین در هر شرایطی بود برسد. پس از اینکه اقدامات مسلم و کوفیان در شورش و تصرف قصر کوفه به جایی نرسید، مسلم مخفی شد؛ اما سرانجام مکانش لو رفت و در تاریخ ۹ ذی‌الحجه ۱۱/۶۰ سپتامبر ۶۸۰ پس از آنکه گردنش را زدند، از بام قصر کوفه و در ملأ عام به پایین انداختند. هانی بن عروه رهبر قبیلهٔ مراد نیز به‌خاطر اینکه مسلم را پناه داده بود، مصلوب گردید. یزید طی نامه‌ای ابن زیاد را به‌خاطر برخورد شدیدش مورد تقدیر قرار داد و به وی فرمان داد که مراقب حسین و پیروانش باشد و دستگیرشان کند ولی فقط آنهایی را که قصد جنگ داشتند بکشد. این در حالی بود که مسلم، نامه‌ای بسیار خوشبینانه حاکی از موفقیت‌آمیز بودن تبلیغاتش و هزاران بیعت از سوی مردم کوفه، به سوی حسین فرستاده بود.

### آغاز سفر حسین بن علی به کوفه
با وجود توصیه‌های محمد حنفیه، عبدالله بن عمر و اصرارهای پی‌درپی ابن‌عباس در مکه و حتی توصیه‌های عبدالله بن زبیر — که جنبهٔ ریاکارانه داشت، زیرا عبدالله بسیار تمایل داشت که مکه از وجود رقیبانِ دیگرِ حکومت پاک شود — حسین از تصمیمش منصرف نشد. حسین که از وقایع کوفه خبر نداشت و در تاریخ ۸ یا ۱۰ ذی‌الحجهٔ ۱۰/۶۰ یا ۱۲ سپتامبر ۶۸۰ آمادهٔ عزیمت به سمت کوفه گردید و به جای حج تمتع، حج عمره را انجام داد و با بهره از غیبت والی مکه، عمرو بن سعید بن عاص که درحال انجام حج در حومهٔ شهر بود، به‌همراه گروهش مخفیانه از شهر خارج شد. ۵۰ مرد از خویشاوندان و دوستان حسین — که می‌توانستند در صورت نیاز بجنگند — به همراه زنان و کودکان، همراه حسین بودند. حسین در ثعلبیه، برای اولین بار توسط برخی مسافران از خبر قتل مسلم بن عقیل و هانی بن عروه مطلع شد. رسول جعفریان معتقد است علت پیشروی حسین به سمت کوفه، حتّی پس از شنیدن خبر کشته‌شدن مسلم بن عقیل، امید وی و همراهانش به پیروزی بوده است. وی به گفتارهای نقل‌شده در آن زمان در احتمال پیروزی اشاره می‌کند به این مضمون که جذبهٔ حسین بن علی از مسلم بن عقیل بیشتر است و مردم کوفه با دیدن وی به یاریش می‌شتابند. حسین در زُباله دریافت که قاصدش قِیس بن مُسَهَّر صیداوی — یا برادر رضاعی حسین عبدالله بن یقطر — که از حجاز به کوفه فرستاده شده بود تا آمدن قریب‌الوقوع حسین را به کوفیان اطلاع دهد، لو رفته، و با پرتاب شدن از بام قصر کوفه، کشته شده است. حسین با شنیدن این موضوع به حامیانش گفت که با توجه مسائل غم‌بار پیش‌آمده مانند خیانت کوفیان، هر کس مجاز است که از کاروان حسین جدا گردد. تعدادی از کسانی که در راه به حسین پیوسته بودند از وی جدا شدند اما کسانی که از حجاز با وی بودند، او را ترک نکردند. در دوم محرم، حسین در منطقهٔ کربلا از توابع نینوا خیمه زد. در روایتی از محمد باقر آمده که پشت خیمه‌های کاروان حسین، نیزاری بود و این پوشش گیاهی مانع از محاصره توسط کوفیان می‌شد و تنها راه رویارویی از روبه‌رو بود. در روز سوم محرم وضعیت با ورود لشکر ۴٬۰۰۰ نفره به فرماندهی عمر بن سعد — که از طرف عبیدالله بن زیاد برای سرکوب شورش دیلمیان در به دستبیِ ری تدارک شده بود — بدتر شد.

### محاصره، سختگیری‌ها و آغاز نبرد
در هفتم محرم، نامه‌ای از ابن زیاد به ابن سعد مبنی بر دستور قطع آب بر اردوی حسین رسید. عمر بن سعد لشکری ۵۰۰ نفره به فرماندهی عمرو بن حجاج زبیدی را بر فرات گماشت. به مدت سه روز، حسین و یارانش تشنگی را متحمل شدند. با وجود آنکه تلاش‌های ابن سعد برای ایجاد صلح میان ابن زیاد و حسین بن علی در جریان بود، شمر بن ذی‌الجوشن به ابن زیاد پیشنهادی داد و اصرار کرد تا ابن زیاد، حسین را مجبور به تسلیم کند. چون حسین به قلمرو حکومتی ابن زیاد وارد شده بود و اگر با حسین مصالحه کند، نشان‌دهندهٔ ضعف ابن زیاد و قدرت حسین است. ابن زیاد با شنیدن سخنان شمر، رأیش تغییر کرد. در نهم محرم شمر به کربلا رسید. وی حامل پیغامی برای ابن سعد بود که ابن زیاد به عمر بن سعد فرمان داد که اگر حسین تسلیم نشود، به وی حمله کند یا عمر بن سعد فرمان لشکریان را به شمر واگذارد. عمر بن سعد اجازه نداد تا فرماندهی به شمر محول گردد و خودش مسئولیت انجامش را بر عهده گرفت.
غروب روز نهم محرم، ابن سعد با سپاهیانش به سمت خیمه‌های حسین رفت. حسین برادرش عباس را فرستاد تا از مقصود کوفیان مطلع شود. در این حین، با شنیدن شرط جدید ابن سعد، دو سپاه به یکدیگر ناسزا و دشنام دادند. حسین که از موضوع مطلع شده بود، آن شب را مهلت خواست و به خویشاوندان و حامیانش خطابه‌ای خواند که علی بن حسین بعدها آن را روایت کرد: «من یارانی بهتر از یاران خود و خاندانی مخلص‌تر از خاندان خود نمی‌شناسم. خدا شما را پاداش دهد. من فکر می‌کنم که فردا کشته خواهیم شد. من از شما می‌خواهم که بروید و اصراری به ماندن‌تان ندارم. از تاریکی شب استفاده کنید و بروید.» اما یارانش نپذیرفتند و به بیعت‌شان وفادار ماندند.
صبح روز دهم محرم، حسین لشکریانش را آماده کرد. سمت چپ سپاه را به حبیب بن مظاهر، سمت راست را به زهیر بن قین و پرچم را به عباس سپرد. وی همچنین دستور داد که دورتادور خیمه‌ها، هیزم جمع‌آوری کنند و هیزم‌ها را آتش بزنند. با تیراندازی سپاهیان عمر سعد جنگ شروع شد. جناح راست سپاه کوفه به فرماندهی عمرو بن حجاج زبیدی به سمت سپاهیان حسین بن علی حمله برد، اما با مقاومت لشکر حسین مواجه شده و عقب نشست. عمرو دستور داد که لشکرش تن به نبردهای تن به تن درنداده و تنها از دور اقدام به تیراندازی کنند. جناح چپ سپاه کوفه به رهبری شمر حمله کرد و محاصره‌ای بی‌نتیجه انجام داد و فرمانده سواران سپاه، از ابن سعد خواست که پیاده‌نظام و کمانداران را به کمک وی بفرستد. شبث بن ربعی که قبلاً از حامیان علی بود، حال در لشکر کوفه و تحت امر پیاده‌نظام ابن زیاد بود. وقتی به وی فرمان حمله داده شد، آشکارا گفت که هیچ میلی به انجام این کار ندارد و سواره نظام و ۵۰۰ کماندار این کار را انجام دادند. سواران لشکر حسین که پاهای اسبان‌شان قطع شده بود مجبور به پیاده جنگیدن شدند. رویارویی با حسین و هاشمیان تنها از مقابل امکان داشت؛ ازاین‌رو ابن سعد دستور داد که لشکریانش از همه جهات به سمت خیمه‌های حسین رفته تا آن‌ها را برچینند. اما برخی از حامیان حسین در میان خیمه‌ها حرکت کرده و با آن‌ها سرسختانه جنگیده و مقاومت کردند. ابن سعد دستور داد که خیمه‌ها را آتش بزنند. در آغاز این کار به سود حسین شد، چون آتش باعث شد تا از ورود سپاهیان عمر بن سعد جلوگیری شود. شمر به سمت خیمه‌های زنان حسین پیش روی نمود و می‌خواست خیمه‌ها را بسوزاند که همراهانش وی را سرزنش نمودند که شرمگین شد و از این کار منصرف گردید. این حمله، به حمله نخست یا حمله اول شهره شد که تعدادی از سپاهیان حسین در آن کشته شدند. در ظهر، حسین و یارانش نماز ظهر را به صورت نماز خوف به جا آوردند. در هنگام نماز نیز سپاهیان کوفه به نمازگزاران حمله کردند و این امر باعث کشته شدن جمعی دیگر از یاران حسین بن علی شد. پس از اقامه نماز، نبرد تن به تن آغاز شد. بعد از ظهر، سپاهیان حسین، به شدت تحت محاصره قرار گرفتند. سربازان حسین پیش رویش کشته می‌شدند و کشتار هاشمیان نیز که تا آن لحظه وارد میدان جنگ نشده بودند، شروع شد. اولین فرد هاشمی که کشته شد علی‌اکبر پسر حسین بود. سرآخر، عباس نیز به میدان نبرد رفت و پس از کشته شدن او، سپاهیان کوفه به سمت حسین بن علی حمله بردند و او را به قتل رساندند و سر از تن او جدا کردند.

## آمارها

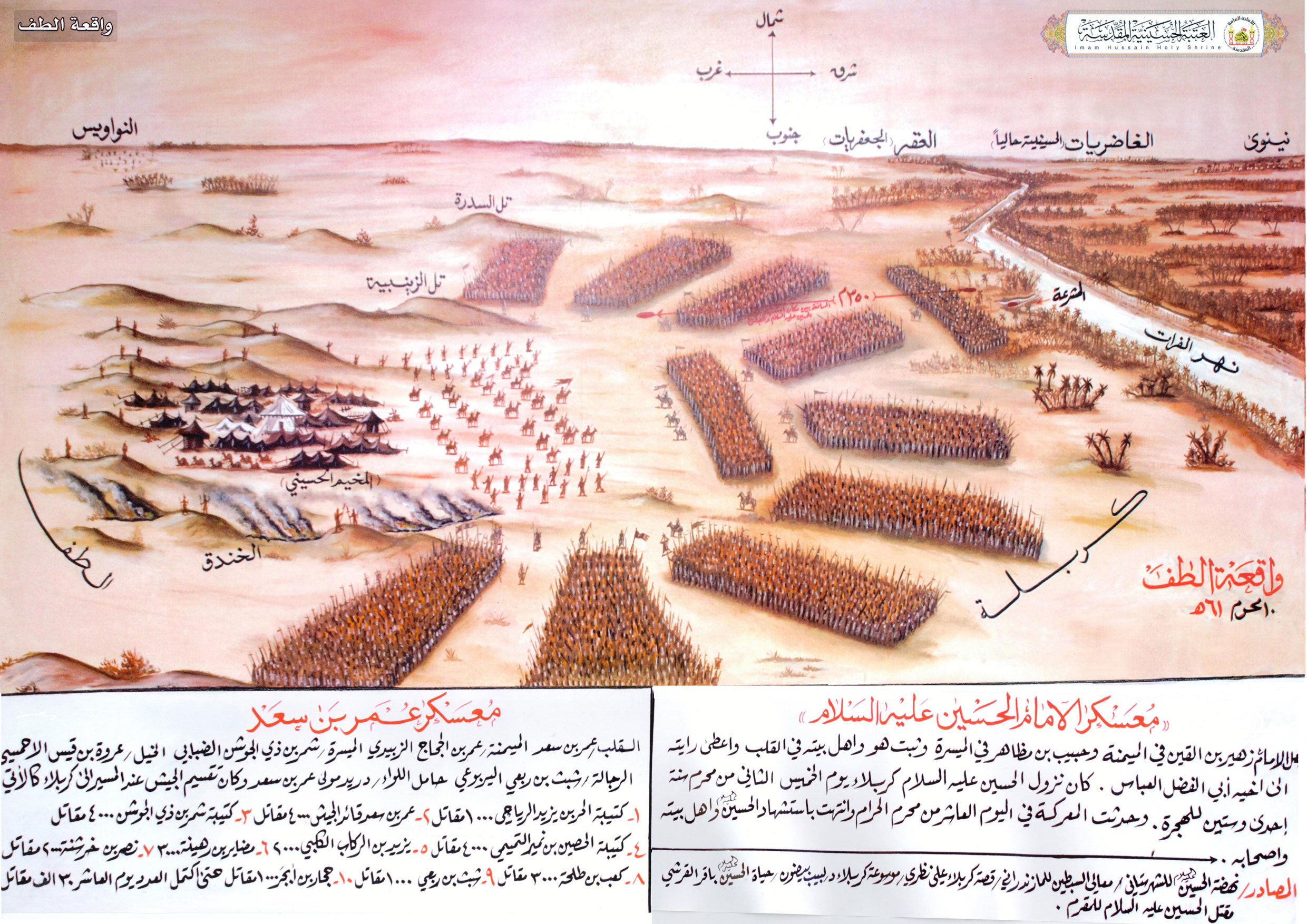
نگاره‌ای که آرایش جنگی سپاهیان را نشان می‌دهد. گفته می‌شود این تابلو قدیمی‌ترین نگاره از نبرد کربلا است.

### مشارکت‌کنندگان در نبرد
دانشنامهٔ امام حسین تعداد سپاهیان ابن سعد را — که در منابع نسبتاً معتبر گزارش شده — از دست‌کم ۴٬۰۰۰ تا ۳۵٬۰۰۰ نفر آورده است. رسول جعفریان مقدار نیروهای سپاه یزید را از ۲۲ تا ۳۵ هزار نفر عنوان کرده است. هنری مانسون شمار نیروها را ۳۰ هزار نفر عنوان کرده است.
به‌گفتهٔ بلاذری و دینوری، تعداد سپاه حسین ۳۲ سواره نظام و ۴۰ پیاده بوده است. دانشنامهٔ امام حسین گزارش‌های گوناگون در منابع مختلف در این‌باره را ۸۲، ۱۱۴، ۱۴۵، ۱۷۰، ۶۰۰ و ۱٬۰۰۰ نفر آورده است. تعداد همراهان حسین بن علی در هنگام خروج از مکه به سمت کوفه، پنجاه نفر گزارش شده است که شامل ۱۸ نفر طالب و ۳۲ نفر از دیگران بوده‌اند. در اخبارالطوال آمده است که ابوحنیفه دینوری این جمعیت را ۳۲ نفر سواره چهل نفر پیاده دانسته است. مسعودی در مروج الذهب تعداد همراهان حسین در هنگام مواجهه با سپاهیان حر بن یزید را ۶۰۰ نفر گزارش می‌کند که ۵۰۰ سواره و ۱۰۰ پیاده بوده‌اند. سید مهدی شمس‌الدین در کتاب انصارالحسین، این آمار مسعودی را به جهت مشخص نبودن منبع خبر، دچار خدشه می‌داند و بر این باور است که احتمالاً بین عبارت خمسه و خمسمائه تصحیف صورت گرفته است. در روایتی که عمار دهنی از محمد باقر نقل می‌کند، همراهان حسین در هنگام اتراق در کربلا، ۴۵ سواره و ۱۰۰ پیاده بودند. ابن نمای حلی نیز همین تعداد را برای همراهان حسین در روز عاشورا گزارش کرده است. در این میان ابومخنف از قول ضحاک بن عبدالله گزارش می‌کند که تعداد همراهان حسین در هنگام اقامه نماز عاشورا، ۷۲ نفر بوده‌اند.

### کشته‌شدگان سپاه حسین
یکی از دشوارترین و مبهم‌ترین مسائل مربوط به کربلا، تعداد یاران حسین بن علی است که گزارش‌ها در این خصوص از چند جهت خدشه پذیر عنوان شده‌اند. حدسی بودن آمارها، متکی بودن برخی آمارها به زمان و مکان، احتساب کشته‌شدگان پس و قبل از عاشورا به کشته‌شدگان کربلا و… از این دست خدشه‌هاست. در نهایت پس از نبرد کربلا، ۷۲ سر از سران کشته‌شدگان کربلا را به دربار ابن زیاد برده شد. سماوی با توجه به مآخذ در دسترسش، تعداد مجموع کشته‌شدگان کربلا را ۹۲ نفر گزارش می‌کند. با این حساب این احتمال داده شده است که تنها سر افرادی به دربار یزید برده شدند که معروفیت قبیله‌ای داشته‌اند. طبری و دینوری، تعداد سرها را در نسبت قبیله‌هایی که سرهای کشته‌شدگان را به کوفه حمل می‌کردند، چنین گزارش کرده‌اند: «در قبیله کنده ۱۳ نفر، هوازن ۲۰ نفر، تمیم ۱۷ نفر، اسد ۶ نفر، مذحج ۷ نفر، ثقیف ۱۲ نفر، ازد ۵ نفر و ۷ نفر دیگر در قبایل دیگر.» به گزارش محدثی، مجموع کسانی که نامشان در زیارت ناحیه و برخی منابع دیگر آمده است، ۱۳۸ نفر غیر از بنی‌هاشم هستند که ۱۴ نفر از آنان غلام بودند. محدثی همچنین تعداد سرهای تقسیم شده در میان قبایل را ۷۸ سر عنوان می‌کند. شبلنجی در نورالبصار نیز تعداد کشته‌شدگان سپاه حسین را مجموعاً ۷۰ نفر گزارش می‌کند و این قول خود را به مشهور زمان خویش مستند می‌کند.

#### کشته‌شدگان بنی‌هاشم

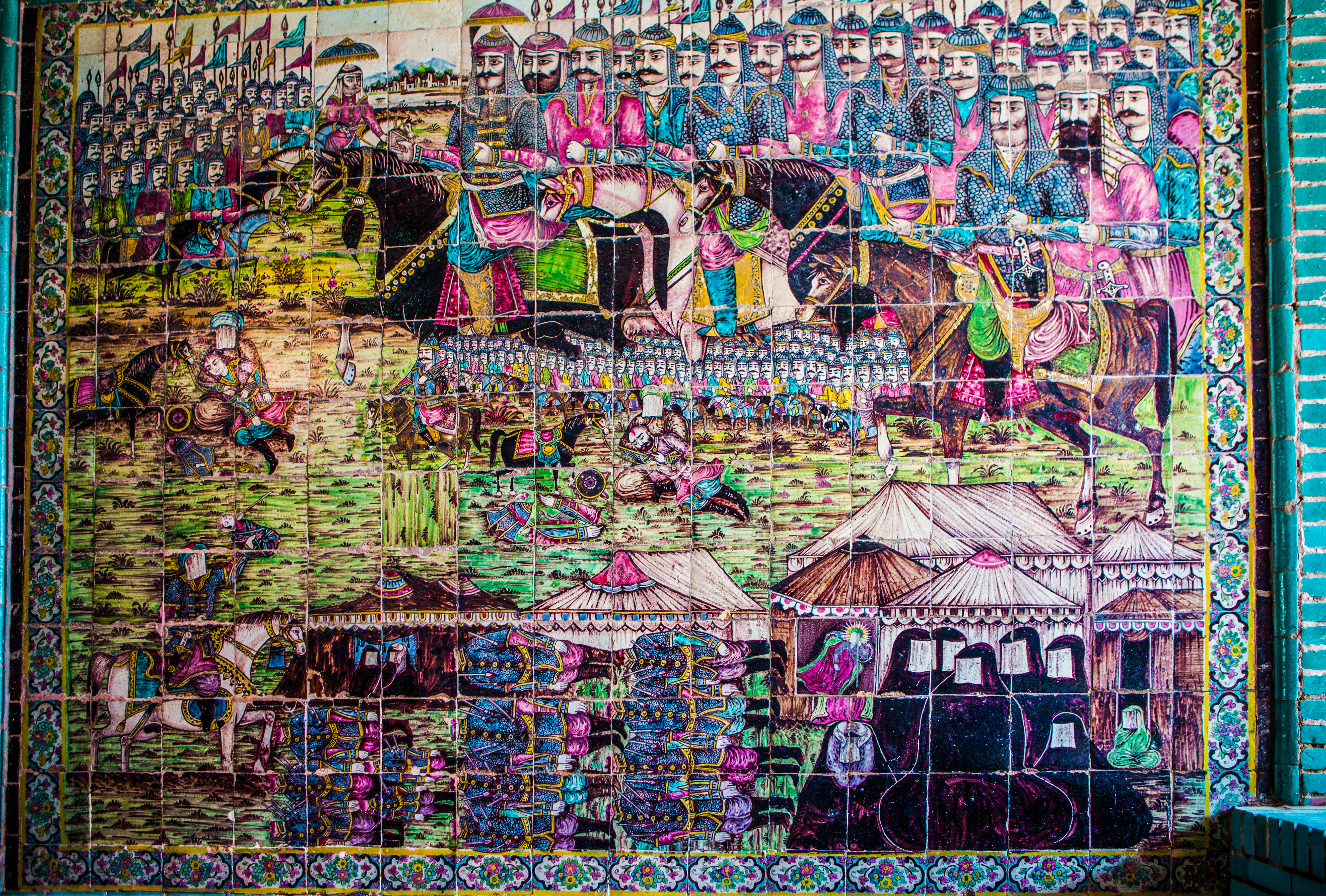
کاشی‌کاری صحنهٔ نبرد حسین بن علی و لشکر یزید در ظهر عاشورا که بر دیوار تکیه معاون‌الملک کرمانشاه نقش بسته است.

بر اساس آنچه علی بن موسی الرضا در روایت ریان بن شبیب گزارش می‌دهد، تعداد کشته‌شدگان بنی‌هاشم در نبرد کربلا، ۱۸ نفرند که رضا آنان را بی‌نظیر توصیف می‌کند. منابعی چون اعیان الشیعه تعداد بنی‌هاشم کشته‌شده در نبرد کربلا را ۲۵ نفر گزارش کرده‌اند اما زیارت ناحیه مقدسه و گزارش شیخ مفید در کتاب الارشاد، تعداد کشته‌شدگان بنی هاشم در کربلا را ۱۷ نفر یاد کرده‌اند. شیخ مفید نام‌های آنها چنین فهرست کرده است:
1. عباس بن علی
2. عبدالله بن علی
3. حمزة بن علی
4. عثمان بن علی
5. عبدالله بن علی
6. ابوبکر بن علی
7. علی اکبر
8. علی اصغر
9. قاسم بن حسن
10. ابوبکر بن حسن
11. عبدالله بن حسن
12. محمد بن عبدالله بن جعفر
13. عون بن عبدالله بن جعفر
14. عبدالله بن عقیل
15. جعفر بن عقیل
16. عبدالرحمان بن عقیل
17. محمد بن ابی سعید

علاوه بر ۱۷ نام گزارش شده در زیارت ناحیه مقدسه، ۱۳ کشته دیگر کربلا که از تبار بنی‌هاشم بودند، نامشان در این زیارت نیامده است. همچنین ۳ کودک از بنی‌هاشم در میان کشته شدگان گزارش شده است که در این صورت، تعداد کشته‌شدگان بنی‌هاشم ۳۳ نفر می‌باشد.

## کشته‌شدگان مرد از میان بنی‌هاشم در سپاه حسین
راهنمای فهرست: (      ن/م = نامشخص       = صحابه نبودن/در زیارت ناحیه ذکر نشدن       صحابه بودن/ذکر شدن در زیارت ناحیه)
| ر  | نام                 | لقب یا کنیه                  | پدر             | نسب یا تیره | سن     | قاتل                                                                          | نسبت با حسین     | توضیحات | صحابه | ناحیه | رجبیه | منبع    |
| -- | ------------------- | ---------------------------- | --------------- | ----------- | ------ | ----------------------------------------------------------------------------- | ---------------- | --- | ----- | ----- | ----- | ------- |
| ۱  | عباس بن علی         | ابوالفضل عباس‌اکبر باب‌الحوائج | علی بن ابی‌طالب  | هاشمی       | ۳۴     | یزید بن رقاد جهنی حکیم بن طفیل طائی نوفل بن ارزق                              | برادر            | مادرش فاطمه بنت حزام است. وی در نبرد کربلا، پرچم‌دار سپاه حسین بن علی بود. محل دفن سرش، مورد اختلاف منابع قرار گرفته است، دمشق، مدینه، کوفه یا کربلا از محل‌های مورد نظر برای دفن سر اوست. |       | Yes   | Yes   | [ ۸۴ ]  |
| ۲  | عبدالله‌اکبر بن علی  | ابومحمد                      | علی بن ابی‌طالب  | هاشمی       | ۲۵     | هانی بن ثبیت حضرمی خولی بن یزید اصبحی                                         | برادر            | عبدالله از جمله فرزندان ام البنین است که حسین را از مدینه همراهی کرد. وی توسط شمر به همراه برادران خود امان‌نامه دریافت کرد. او را عبدالله‌اصغر نیز نام داده‌اند. |       | Yes   | Yes   | [ ۸۵ ]  |
| ۳  | عثمان بن علی        | ابوعمر ابوعمرو               | علی بن ابی‌طالب  | هاشمی       | ۲۳     | خولی بن یزید اصبحی مردی از بنی‌ابان بن دارم                                    | برادر            | عثمان از جمله فرزندان ام البنین است که حسین را از مدینه همراهی کرد. وی توسط شمر به همراه برادران خود امان‌نامه دریافت کرد. سن او را ۲۱، ۲۳ یا ۳۳ سال عنوان کرده‌اند. |       | Yes   | Yes   | [ ۸۶ ]  |
| ۴  | جعفر بن علی         | ندارد                        | علی بن ابی‌طالب  | هاشمی       | ۲۱     | هانی بن ثبیت حضرمی خولی بن یزید اصبحی                                         | برادر            | نام مادرش، ام البنین گزارش شده است. او حسین را از مدینه همراهی می‌کرد. سن او را بین ۱۹ تا ۲۱ گزارش کرده‌اند. |       | Yes   |       | [ ۸۷ ]  |
| ۵  | ابراهیم بن علی      | ندارد                        | علی بن ابی‌طالب  | هاشمی       | ۲۰     | زید بن دفاف                                                                   | برادر            | مادرش را ام ولد و خود او را از کشته‌شدگان کربلا و دفن شدگان در مقبره شهدای کربلا گزارش کرده‌اند. |       |       |       | [ ۸۸ ]  |
| ۶  | عبدالله‌اصغر بن علی  | ابوبکر                       | علی بن ابی‌طالب  | هاشمی       | —      | زحر بن قیس نخعی عبدالله بن عقبه غنوی                                          | برادر            | مادر را لیلی دختر مسعود گزارش کرده‌اند. وی پس از کشته شدن فرزندان حسن بن علی، اولین فرزند علی بن ابی طالب بود که وارد میدان کارزار شد. |       |       |       | [ ۸۹ ]  |
| ۷  | محمد بن علی         | ابوبکرمحمداصغرعبدالله        | علی بن ابی‌طالب  | هاشمی       | ۳۶     | عقبة بن غنوی زجر بن بدر نخعی مردی از بنی‌ابان بن دارم                          | برادر            | منابع نام مادرش را لیلی بنت مسعود ارمیه یا اسماء بنت عمیس یا یک ام ولد گزارش کرده‌اند. او از همراهان حسین از مدینه بود. |       | Yes   |       | [ ۹۰ ]  |
| ۸  | محمداوسط بن علی     | ندارد                        | علی بن ابی‌طالب  | هاشمی       | —      | —                                                                             | برادر            | منابع، مادرش را امامه بنت عاص گزارش کرده‌اند. وی همراه کاروان حسین بن علی از مدینه تا کربلا عزیمت کرد و در نبرد روز عاشورا کشته شد. |       |       |       | [ ۹۱ ]  |
| ۹  | عباس‌اصغر بن علی     | ندارد                        | علی بن ابی‌طالب  | هاشمی       | نوجوان | مردی از بنی‌ابان بن دارم                                                       | برادر            | نام مادر وی، صهبا بود و به همراه حسین بن علی از مدینه تا کربلا را پیمود و در کربلا در روز تاسوعا یا شب عاشورا به جهت تأمین آب به شریعه حمله برد و کشته شد. |       |       |       | [ ۹۲ ]  |
| ۱۰ | عبدالله‌اکبر بن حسن  | ابوبکر                       | حسن بن علی      | هاشمی       | ۱۵     | عبدالله عقبه غنوی حرمله بن کاهل اسدی هانی بن شبیب حضرمی                       | فرزند برادرداماد | مادر او و قاسم بن حسن یکی عنوان شده است. وی با سکینه دختر حسین بن علی در عقد ازدواج بود. او در عاشورا پس از قاسم بن حسن به میدان نبرد رفت. سن او را بین ۱۵ تا ۱۶ سال گزارش کرده‌اند. |       | Yes   |       | [ ۹۳ ]  |
| ۱۱ | عبدالله‌اصغر بن حسن  | ندارد                        | حسن بن علی      | هاشمی       | ۱۱     | حرمله بن کاهل اسدی ابجر (بحر) بن کعب                                          | فرزند برادر      | وی خردسال بود و در خیمه نزد زنان نگهداری می‌شد؛ با دیدن عموی خویش حسین در محاصره، خود را به آنجا رساند تا سپر عمو باشد اما به دست سپاهیان عمر سعد کشته شد. مادرش را نفیله یا حبیبه گزارش کرده‌اند که ام ولد بود. مادر او همچنین بنت سلیل بن عبدالله بجلی نیز گزارش شده است. |       | Yes   | Yes   | [ ۹۴ ]  |
| ۱۲ | قاسم بن حسن         | ندارد                        | حسن بن علی      | هاشمی       | ۱۴–۱۵  | عمر بن سعد بن عروة بن نفیل ازدی                                               | فرزند برادر      | نام مادرش نفیله، رمله یا نجمه گزارش شده است که ام ولد بود. وی متولد مدینه است و از کودکی در نزد حسین بن علی پرورش یافته بود. در کیفیت کشته شدنش اختلاف است و داستانی در خصوص عروسی وی با یکی از دختران حسین بن علی در کربلا توسط ملاحسین کاشفی گزارش شده است که موافقان و مخالفانی دارد. |       | Yes   |       | [ ۹۵ ]  |
| ۱۳ | علی بن حسین         | علی‌اکبرابی‌الحسن              | حسین بن علی     | هاشمی       | ۲۷     | منقذ بن مرّه عبدی                                                              | فرزند            | بنابر نقلی، وی فرزند بزرگ حسین بن علی بود. مادرش لیلی دختر ابی مرة بن عروة بوده است. او از مدینه همراه پدرش به کربلا آمد و اولین کشته از بنی هاشم بود. |       | Yes   |       | [ ۹۶ ]  |
| ۱۴ | علی‌اصغر بن حسین     | باب‌الحوائج                   | حسین بن علی     | هاشمی       | ۱      | حرمله بن کاهل اسدی                                                            | فرزند            | وی، فرزند کوچک حسین بن علی بود که از رباب دختر امرءالقیس متولد شد. نام دیگر وی را عبدالله گزارش کرده‌اند. در شیوه کشته شدن این نوزاد اختلافاتی وجود دارد، گزارش‌ها از کشته شدن وی در آغوش پدر با تیر حرمله یا کشته شدن او در زمان درخواست آب از جانب حسین یاد کرده‌اند. منابع سن او را بین ۱ سال تا ۶ ماه دانسته‌اند.                                                                                    |       |       |       | [ ۹۷ ]  |
| ۱۵ | عبدالله بن حسین     | عبدالله الرضیععلی‌اصغر دوم    | حسین بن علی     | هاشمی       | ۱ روزه | عبدالله بن عقبه غنوی هانی بن ثبیب حضرمی حرمله بن کاهل                         | فرزند            | گزارش شده است که وی از ام اسحاق دختر طلحه در روز عاشورا به دنیا آمد. مادر او را رباب دختر امرء القیس نیز گزارش کرده‌اند. به جهت اختلاف در سن، نام مادر، نام خودش و نام قاتل او، این احتمال که او همان علی‌اصغر باشد مردود دانسته شده است. بر اثر گزارش‌ها وی بر اثر اصابت تیر در آغوش حسین بن علی کشته شد. در اینکه این کودک یا کودک دیگر حسین علی اصغر بر روی سینه حسین بن علی دفن شده است اختلاف است. |       |       |       | [ ۹۸ ]  |
| ۱۶ | جعفر بن عقیل        | ندارد                        | عقیل بن ابی‌طالب | هاشمی       | ۲۵     | بشر بن سوط (حوط) همدانی عروة بن عبدالله خثعمی                                 | پسر عمو          | نام مادرش ام البنین بنت نضره یا شقره بود و وی پس از عبدالله بن مسلم به میدان رفت و کشته شد. او حسین بن علی را از مدینه همراهی می‌کرد. |       | Yes   | Yes   | [ ۹۹ ]  |
| ۱۷ | عبدالرحمن بن عقیل   | رمح عقیلی                    | عقیل بن ابی‌طالب | هاشمی       | ۳۵     | عثمان بن خالد جهنی بشر بن سوط عمیر بن خالد جهنی عبدالله بن عروه خثعمی         | پسر عمو          | مادرش ام ولد بود. وی با خدیجه بنت علی بن ابی طالب ازدواج کرد و از وی صاحب دو فرزند شد. او از همراهان حسین بن علی در مدینه بود. |       | Yes   | Yes   | [ ۱۰۰ ] |
| ۱۸ | عبدالله‌اکبر بن عقیل | ندارد                        | عقیل بن ابی‌طالب | هاشمی       | —      | عثمان بن خالد جهنی مردی از قبیله همدان                                        | پسر عمو          | مادرش کنیزی به نام علیه بود و خودش با میمونه دختر علی بن ابی طالب ازدواج کرده بود. وی پس از کشته شدن عبدالله بن مسلم بن عقیل کشته شد. |       |       |       | [ ۱۰۱ ] |
| ۱۹ | علی بن عقیل         | ندارد                        | عقیل بن ابی‌طالب | هاشمی       | ۳۸     | عبداللَّه بن قطبه طائی لقیط بن یاسر جهنی                                        | پسر عمو          | مادر وی را ام ولد بود. ابوالفرج اصفهانی او را از کشته‌شدگان کربلا گزارش کرده است. |       |       |       | [ ۱۰۲ ] |
| ۲۰ | عون بن جعفر         | ابوالقاسم                    | جعفر بن ابی‌طالب | هاشمی       | ۵۶     | زید بن رقاد جهنی عروة بن عبدالله خثعمی                                        | فرزند پسر عمو    | وی فرزند اسماء بنت عمیس است که در حبشه به دنیا آمده است. ام‌کلثوم بنت علی بن ابی‌طالب (زینب صغری) به عقد وی درآمد. وی در مدینه به حسین بن علی پیوست و پس از علی اکبر به میدان نبرد رفت. این احتمال داده شده است که او همان عون بن عبدالله جعفر باشد. | Yes   |       |       | [ ۱۰۳ ] |
| ۲۱ | محمد بن مسلم        | ندارد                        | مسلم بن عقیل    | هاشمی       | ۲۷     | ابومرهم ازدی لقیط بن ایاس جهنی                                                | فرزند پسر عمو    | مادرش ام ولد بود. وی به همراه برادرش عبدالله در کربلا حضور داشت. سن او را ۱۳ سال نیز گزارش کرده‌اند. |       |       |       | [ ۱۰۴ ] |
| ۲۲ | عبدالله بن مسلم     | ندارد                        | مسلم بن عقیل    | هاشمی       | ۱۴     | عمرو بن صبیح صیداوی اسد (اسید) بن مالک زید بن ورقاء جنبی (جهنی) عامر بن صعصعه | فرزند پسر عمو    | مادرش رقیه بنت علی بن ابی‌طالب است. به عقیده برخی وی اولین کشته بنی هاشم در کربلاست. این احتمال داده شده است که ابوعبدالله، عبیدالله و ابوعبیدالله که از فرزندان مسلم بن عقیل گزارش شده‌اند، عبدالله بن مسلم بوده است. |       | Yes   | Yes   | [ ۱۰۵ ] |
| ۲۳ | عون بن عبدالله      | عون اکبر                     | عبدالله بن جعفر | هاشمی       | ۲۰     | بشر بن حویطر قانصی عبدالله بن قطبه نبهانی (طایی)                              | نوه پسر عمو      | عون فرزند زینب بنت علی و عبدالله بن جعفر است. منابع در اینکه او یا برادرش عون‌اصغر که مادرش جمامه دختر مسیب بن نجیه بود در کربلا کشته شده است اختلاف دارند؛ اما نظر مشهور، حضور عون فرزند زینب بنت علی است. |       | Yes   | Yes   | [ ۱۰۶ ] |
| ۲۴ | محمد بن عبدالله     | ندارد                        | عبدالله بن جعفر | هاشمی       | ۱۸     | عامر بن نهشل تمیمی                                                            | نوه پسر عمو      | منابع در نام مادر وی دچار اختلاف هستند. او را فرزند زینب بنت علی یا خوصا بنت خصفه بن ثقیف دانسته‌اند. |       | Yes   |       | [ ۱۰۷ ] |
| ۲۵ | عبیدالله بن عبدالله | ندارد                        | عبدالله بن جعفر | هاشمی       | ۲۰     | بشر بن حویطر قانصی                                                            | نوه پسر عمو      | مادرش را خوصا بنت حفصه است. در اکلیل المصائب، عبیدالله بن عبدالله به اشتباه عبیدالله بن جعفر گزارش شده است. |       |       |       | [ ۱۰۸ ] |
| ۲۶ | محمد بن ابی‌سعید     | احول                         | ابی‌سعید بن عقیل | هاشمی       | ۷      | هانی بن ثبیت حضرمی ابن زهیر اسدی لقیط بن یسار (ناشر) جهمی                     | فرزند پسر عمو    | مادر او را کنیز گزارش کرده‌اند. وی کودکی هفت ساله بود که پس از مشاهده کشته شدن پدر یا به نقلی حسین بن علی، چوبی را به دست گرفت و به سوی سپاه عمر سعد حمله‌ور شد که توسط سپاهیان عمر به قتل رسید. از وی با عنوان محمد بن سعید و محمد بن ابی‌سعید نیز یاد شده است. همچنین او را همان محمد بن عبدالله بن عقیل دانسته‌اند.                                                                                   |       | Yes   | Yes   | [ ۱۰۹ ] |
| ۲۷ | محمد بن عبدالله     | عبدالله اکبر                 | عبدالله بن عقیل | هاشمی       | —      | —                                                                             | فرزند پسر عمو    | مادرش ام هانی، دختر علی بن ابی‌طالب است. منابع کهن از کشته شدن وی در کربلا یاد کرده‌اند ولی کیفیت کشته شدنش در منابع متاخر ذکر شده است. |       |       |       | [ ۱۱۰ ] |

## مردان کشته‌شده (غیر بنی‌هاشم) در نبرد کربلا
| ر   | نام                  | لقب یا کنیه                        | پدر                     | نسب یا تیره | سن      | قاتل                                                          | توضیحات | صحابه | ناحیه | رجبیه | منبع    |
| --- | -------------------- | ---------------------------------- | ----------------------- | ----------- | ------- | ------------------------------------------------------------- | --- | ----- | ----- | ----- | ------- |
| ۱   | ادهم بن امیه         | عبدی بصری                          | ابوعبدالله بصری         | عبدی        | ۴۵      | حمله اول                                                      | پدرش از صحابه بود. او در بصره زندگی می‌کرد و به همراه تنی چند از بصری‌ها به یاری حسین بن علی آمد. |       |       |       | [ ۱۱۱ ] |
| ۲   | امیه بن سعد طایی     | ابوصمصام                           | سعد بن زید طائی         | —           | ۶۰      | حمله اول                                                      | وی از ساکنان کوفه بود که با شنیدن خبر حرکت حسین به سمت کوفه خود را در شب هشتم محرم به سپاهیان حسین رسانید. او از مشارکت‌کنندگان همراه با علی در جنگ‌های جمل و صفین بوده است. |       |       |       | [ ۱۱۲ ] |
| ۳   | بکر بن حی            | تیمی                               | حی بن تیم‌الله           | تیمی        | ۵۰–۵۴   | حمله اول                                                      | وی در لشکریان عمر سعد به کربلا وارد شد و سپس به سپاهیان حسین بن علی پیوست. اینکه برای او رجزی گزارش نشده است، احتمال کشته شدنش در حمله اول را تقویت می‌کند. منابعی نام او پدرش را حسن تمیمی گزارش کرده‌اند که اشتباه است. |       |       |       | [ ۱۱۳ ] |
| ۴   | جابر بن حجاج         | تیمی                               | حجاج بن رئاب النعمان    | تمیمی       | ۴۵      | حمله اول                                                      | وی غلام عامر بن نهشل و از جمله بیعت‌کنندگان با مسلم بود که پس از پراکندگی اصحاب مسلم، از کوفه خارج و خود را به حسین بن علی رسانید. |       |       |       | [ ۱۱۴ ] |
| ۵   | جَبَلة بن علی          | شیبانی                             | علی شیبانی              | شیبانی      | ۴۹–۵۰   | حمله اول                                                      | وی از بیعت کنندگان با مسلم در کوفه بود که پس از کشته شدن مسلم، خود را از کوفه به حسین رسانید. وی در روز هشتم یا هفتم محرم به حسین پیوست. برخی منابع بین جبلة بن علی و جبلة بن عبدالله تفاوت قائل شده‌اند. نام پدرش را عبدالله نیز گزارش کرده‌اند. |       | Yes   | Yes   | [ ۱۱۵ ] |
| ۶   | جندب بن حجیر         | کندی خولانی                        | —                       | قحطانی      | ۷۰      | حمله اول                                                      | از وی به عنوان صحابه محمد یاد شده است که در جنگ صفین مشارکت داشت. او پیش از برخورد حر با حسین بن علی به سپاه حسین پیوست. با این وجود منابعی تاریخ ابن عساکر او را از کشته‌شدگان صفین گزارش کرده‌اند. نام پدرش را به شکل‌های حجیر یا حجر یا مجیر گزارش کرده‌اند. | Yes   | Yes   |       | [ ۱۱۶ ] |
| ۷   | حارث بن امری‌القیس    | کندی                               | —                       | کندی        | ۵۰      | حمله اول                                                      | وی از جمله لشکریان عمر سعد بود که به نبرد با حسین خارج شده بود اما با دیدن شرایط حسین بن علی، به سپاه او پیوست. نام او حارث نیز گزارش شده است. |       |       |       | [ ۱۱۷ ] |
| ۸   | حارث بن نبهان        | —                                  | —                       | —           | ۶۰      | حمله اول                                                      | وی از همراهان حسین بن علی از مدینه بود که در حمله نخست کشته شد. پدرش نبهان، غلام حمزه بود و خودش نیز در خدمت خاندان پیامبر اسلام کار می‌کرد. |       |       |       | [ ۱۱۸ ] |
| ۹   | حباب بن عامر         | تیمی                               | عامر بن کعب تیمی        | تیمی        | ۳۵      | حمله اول                                                      | وی از بیعت‌کنندگان با مسلم در کوفه بود که پس از کشته شدن مسلم، خود را از کوفه به حسین بن علی رسانید. از وی با عنوان‌های حباب بن عمرو، حباب بن حارث، حباب بن عمر و ضباب بن عامر نیز یاد شده است. |       |       |       | [ ۱۱۹ ] |
| ۱۰  | حبشی بن قیس          | —                                  | قیس بن سلمه             | —           | ۳۹      | حمله اول                                                      | نام وی را حبشه نیز گزارش کرده‌اند که به نهمی منسوب شده است. |       |       |       | [ ۱۲۰ ] |
| ۱۱  | حجاج بن بدر          | تمیمی                              | —                       | تمیمی       | ۵۰      | حمله اول                                                      | وی از اهالی بصره بود که حامل نامه‌ای از مسعود بن عمرو برای حسین بن علی بود. وی پس از رساندن نامه، نزد حسین ماند تا در عاشورا کشته شد. نام او را حجاج بن زید یا حجاج بن زید سعدی گزارش کرده‌اند. در عبرات المصطفین به اشتباه او را حجاج بن بکر گزارش کرده‌اند. |       | Yes   | Yes   | [ ۱۲۱ ] |
| ۱۲  | حلاس بن عمرو         | ازدی راسبی                         | —                       | ازدی        | ۵۵      | حمله اول                                                      | وی به همراه برادرش نعمان بن عمرو از لشکریان عمر سعد بود که پس از پذیرفته نشدن شرایط حسین توسط عمر سعد، از لشکر وی جدا و به سپاه حسین پیوستند. در زیارت رجبیه نام او جلاس آمده است. نام پدرش را عمر نیز گزارش کرده‌اند. |       |       | Yes   | [ ۱۲۲ ] |
| ۱۳  | زاهر بن عمرو         | کندی                               | —                       | کندی        | ۷۰      | حمله اول                                                      | وی غلام عمرو بن حمق خزاعی بوده است که به جهت فرمان قتلشان توسط معاویه، مخفیانه زندگی می‌کرد. از وی در وقایع صلح حدیبیه و خیبر یاد شده است. او در مکه به کاروان حسین بن علی پیوست. | Yes   | Yes   | Yes   | [ ۱۲۳ ] |
| ۱۴  | زید بن مَعقِل          | ابن‌مغفل                            | —                       | مذحجی       | ۴۰      | حمله اول                                                      | از وی اطلاعات زیادی در دست نیست و او را امامی ولی مجهول‌الحال گزارش کرده‌اند. بر اساس گزارش‌هایی، احتمالاً با سپاه عمر سعد به کربلا آمده و به سپاه حسین پیوسته است. نام‌های دیگر او در منابع بدر، یزید و منذر عنوان شده است. |       | Yes   | Yes   | [ ۱۲۴ ] |
| ۱۵  | زهیر بن بشر          | خثعمی                              | —                       | خثعمی       | ۴۸      | حمله اول                                                      | وی از همراهان حسین بن علی بود که بنابر گزارش منابعی، احتمالا در منزل عذیب الهجانات به سپاهیان حسین پیوست. نام پدر او بشر یا بشیر گزارش شده است. |       | Yes   |       | [ ۱۲۵ ] |
| ۱۶  | زهیر بن سلیم         | ازدی                               | —                       | ازدی        | —       | حمله اول                                                      | وی در لشکریان عمر سعد بود که پس از اطمینان از عزم لشکریان عمر سعد برای قتل حسین، شبانه در شب دهم محرم از لشکر عمر سعد جدا و به سپاه حسین بن علی پیوست. پسر او عبدالله بن زهیر از فرماندهان عمر سعد بود. |       | Yes   |       | [ ۱۲۶ ] |
| ۱۷  | سالم بن عمرو         | مولی بنی مدینه مولی ابن مدینه کلبی | عمرو بن عبدالله بن ثابت | بنی کلب     | ۴۵      | حمله اول                                                      | وی از بیعت‌کنندگان با مسلم بن عقیل بود که پس از دستگیری جمعی از یاران مسلم، به قبیله خود گریخت و در روز عاشورا خود را به حسین بن علی رسانید. از وی با عنوان سالم بن مدینه نیز یاد شده است. |       | Yes   |       | [ ۱۲۷ ] |
| ۱۸  | سالم مولی عامر       | ندارد                              | —                       | عبدی        | ۳۵–۴۰   | حمله اولی                                                     | وی غلام عامر بن مسلم بود که به همراه مولایش به نزد حسین بن علی در مکه شتافت و در نبرد کربلا کشته شد. نسب او مشخص نیست و احتمالاً از قبیله عبدی باشد. |       | Yes   |       | [ ۱۲۸ ] |
| ۱۹  | سلیمان بن سلیمان     | ازدی                               | —                       | أزدی        | ۵۰      | حمله اول                                                      | مورخان از وی گزارشی را نقل نکرده و تنها به کشته شدنش در نبرد کربلا اشاره نموده‌اند. احتمال داده شده است که او از کشته‌شدگان حمله اول باشد. |       |       | Yes   | [ ۱۲۹ ] |
| ۲۰  | سیف بن مالک          | عبدی بصری                          | —                       | عبدی        | ۵۰      | حمله اول                                                      | وی از بصری‌هایی بود که به همراهی با حسین بن علی پرداخت و در روز عاشورا به نقلی در هجوم اول و به نقلی پس از نماز ظهر به کشته شد. او را همان سفیان بن مالک دانسته‌اند. نام پدرش را عبدالله نیز گزارش کرده‌اند. |       | Yes   | Yes   | [ ۱۳۰ ] |
| ۲۱  | شبیب بن جراد         | ندارد                              | —                       | کلابی       | ۶۷      | حمله اول                                                      | شبیب از بیعت‌کنندگان با مسلم بود اما پس از دستگیری مسلم، به لشکر عمر سعد پیوست و به کربلا آمد، در شب یا عصر عاشورا پس از قطعی شدن جنگ با حسین بن علی، شبانه از لشکر جدا و به سپاه حسین بن علی پیوست. |       |       |       | [ ۱۳۱ ] |
| ۲۲  | عامر بن حسان         | طائی                               | حسان بن شریح طائی       | جلهمی       | ۴۰      | حمله اول                                                      | او به همراه حسین از مکه به سمت کوفه در حرکت شد. نام او عمار نیز گزارش شده و او با عمار بن ابی‌سلامه طائی یکی است و ابی‌سلامه کنیه حسان، پدر اوست. |       | Yes   | Yes   | [ ۱۳۲ ] |
| ۲۳  | عامر بن مسلم         | عبدی                               | —                       | عدنانی      | ۵۰      | حمله اول                                                      | وی به همراه غلامش سالم از بصره به طرف بصره در حرکت شد و به سپاه حسین پیوست. |       | Yes   | Yes   | [ ۱۳۳ ] |
| ۲۴  | عباد بن مهاجر        | جهنی                               | مهاجر بن ابومهاجر       | جهنیه       | ۵۵      | حمله اول                                                      | وی از قبیله جهینه است که در منطقه‌ای به همین نام در بین مکه تا کوفه به همراه جمعی به سپاه حسین پیوست. |       |       |       | [ ۱۳۴ ] |
| ۲۵  | عبدالله بن یزید      | قیسی عبدی بصری                     | یزید بن ثُبَیط            | عبدی        | ۲۵      | حمله اول                                                      | وی از اهالی بصره بود که پس از استمداد حسین بن علی از اهالی بصره، به مکه شتافت و به سپاه حسین ملحق شد. |       | Yes   | Yes   | [ ۱۳۵ ] |
| ۲۶  | عیدالله بن یزید      | قیسی عبدی بصری                     | یزید بن ثُبَیط            | عبدی        | ۲۲      | حمله اول                                                      | وی از اهالی بصره بود که پس از استمداد حسین بن علی از اهالی بصره به همراه برادر و پدرش به مکه شتافت و به سپاه حسین ملحق شد. |       | Yes   | Yes   | [ ۱۳۶ ] |
| ۲۷  | عبدالله بن بشر       | خثعمی                              | بشر بن ربیعه            | خثعمی       | حدود ۴۵ | حمله اول                                                      | وی از جمله کسانی بود که به همراه سپاه عمر سعد به کربلا آمد و پیش از آغاز جنگ به سپاه حسین بن علی پیوست. |       |       |       | [ ۱۳۷ ] |
| ۲۸  | عبدالرحمن بن عبد رب  | خزرجی                              | عبد رب خزرجی            | خزرج        | ۷۰      | حمله اول                                                      | وی مفسر قرآن و راوی روایات از جمله غدیر خم بوده است. از او رجزی گزارش نشده است. نام او را عبدالرحیم و پدرش را عبد ربه نیز گزارش کرده‌اند. | Yes   |       |       | [ ۱۳۸ ] |
| ۲۹  | عبدالرحمن بن مسعود   | تیمی                               | مسعود بن حجاج           | تیمی        | ۲۰      | حمله اول                                                      | وی به همراه پدرش مسعود بن حجاج در سپاه عمر سعد وارد به کربلا شد و به سپاه حسین بن علی پیوست. از وی با عنوان ابن مسعود بن حجاج نیز یاد شده است. |       | Yes   | Yes   | [ ۱۳۹ ] |
| ۳۰  | عقبة بن صلت          | جهنی                               | —                       | جهنیه       | ۶۵      | حمله اول                                                      | وی در خارج از مدینه در منطقه جهینه به سپاه حسین پیوست. | Yes   |       |       | [ ۱۴۰ ] |
| ۳۱  | عمار بن ابی‌سلامه     | همدانی دالانی                      | ابوسلامه بن عبدالله     | دالانی      | ۵۶      | حمله اول                                                      | وی در کودکی محمد را دیده است و در جنگ جمل، نهروان و صفین همراه علی بن ابی‌طالب بوده است. در حدائق الوردیه نامش عمار بن ابوسلامه غالانی گزارش شده است. | Yes   | Yes   |       | [ ۱۴۱ ] |
| ۳۲  | عمران بن کعب         | اشجعی                              | کعب بن حارث             | اشجعی       | ۵۰      | حمله اول                                                      | از وی با نام‌های عمر و عمرو نیز یاد شده است. نام پدرش، ابی‌کعب نیز گزارش شده است. نام پدر او به اختلاف، کعب یا ابی‌کعب گزارش شده است. |       | Yes   | Yes   | [ ۱۴۲ ] |
| ۳۳  | عمرو بن جندب         | حضرمی                              | —                       | حضرمی       | ۵۰      | حمله اول                                                      | وی از اهالی کوفه بود که پس از کشته شدن مسلم بن عقیل خود را به سپاه حسین بن علی رسانید. او در در صفین و جمل حضور داشته است. نام پدرش در اقبال، احدوث گزارش شده است. |       | Yes   |       | [ ۱۴۳ ] |
| ۳۴  | عمرو بن ضبیعه        | ضبعی                               | ضبیعة بن قیس            | ضبعیه       | ۷۰      | حمله اول                                                      | وی از اصحاب حسین بن علی است که به عقیده برخی صحابه محمد بوده است. وی به همراه سپاه عمر سعد از کوفه به کربلا آمد و به سپاه حسین پیوست. او به قبیله بنی تمیم نیز منسوب شده است. |       | Yes   | Yes   | [ ۱۴۴ ] |
| ۳۵  | قارب بن عبدالله      | دُئلی یا دیلمی                      | عبدالله بن ارَیقِط لیثی   | —           | ۴۰      | حمله اول                                                      | وی را غلام حسین بن علی گزارش کرده‌اند که به همراه مادرش فکیهه، از مدینه همراه حسین بود. مادرش کنیز حسین بود اما به عقد عبدالله درآمده بود. عبدالله پدرش نیز راه‌بلد محمد در هجرت به مدینه بود. |       | Yes   |       | [ ۱۴۵ ] |
| ۳۶  | قاسط بن زهیر         | تغلبی                              | زهیر تغلبی              | تغلبی       | ۵۵      | حمله اول                                                      | وی از اهالی کوفه بود که شب عاشورا خود را به سپاه حسین رسانید. او در جمل، نهروان و صفین حضور داشته است. منابعی نام پدرش را ظهیر گزارش کرده‌اند. |       | Yes   | Yes   | [ ۱۴۶ ] |
| ۳۷  | قاسم بن حبیب         | ازدی                               | حبیب بن ابی‌بشر          | ازدی        | ۴۰      | حمله اول                                                      | برخی وی را قاسم بن بشر گزارش کرده‌اند. او از اهالی کوفه بود که همراه با لشکر عمر سعد به کربلا آمد ولی به لشکر حسین بن علی پیوست. او در کوفه به جنگاوری و سوارکاری مشهور بود. برخی او را همان قاسم بن حارث کاهلی دانسته‌اند که در زیارت رجبیه آمده است. |       | Yes   |       | [ ۱۴۷ ] |
| ۳۸  | قعنب بن عمرو         | نمری یا تمری                       | عمرو تمری               | تمری        | ۳۵      | حمله اول                                                      | وی از اهالی بصره بود که به همراه حجاج بن بدر سعدی (حامل نامه مسعود بن عمرو نهشلی) به سپاه حسین بن علی پیوست. |       | Yes   |       | [ ۱۴۸ ] |
| ۳۹  | کردوس بن زهیر        | تغلبی                              | زهیر بن حارث            | تغلبی       | ۵۰      | حمله اول                                                      | وی به همراه برادرش قاسط، شبانه از کوفه خارج شد و به سپاه حسین بن علی پیوست. نام پدرش زهر، ظهیر و عبدالله نیز گزارش شده است. نام خود او نیز کرش آمده است. |       | Yes   |       | [ ۱۴۹ ] |
| ۴۰  | کنانة بن عتیق        | تغلبی                              | عتیق بن معاویه          | بنی تغلب    | ۷۰      | حمله اول                                                      | وی از قاریان کوفه بود و در غزوه احد و خندق نیز شرکت داشته است. نام پدرش عقیق نیز گزارش شده است. | Yes   | Yes   | Yes   | [ ۱۵۰ ] |
| ۴۱  | مجمع بن زیاد         | جهنی                               | —                       | جهنیه       | ۵۰      | حمله اول                                                      | وی از یاران پیامبر اسلام بود که در سرای جهنیه می‌زیست و هنگام عبور حسین بن علی از این ناحیه، به وی پیوست. وی را از مبارزان در جنگ احد و بدر دانسته‌اند که صحیح نیست. در اینکه او صحابه محمد بود اختلاف است. |       |       |       | [ ۱۵۱ ] |
| ۴۲  | مقسط بن زهیر         | تغلبی                              | زهیر بن حارث            | تغلبی       | ۵۲      | حمله اول                                                      | وی به همراه برادرانش از کوفه خارج و به سمت سپاه حسین در حرکت شد. در منابع پیشین تنها در رجال طوسی از وی یاد شده است. نام پدرش در منابعی عبدالله، ظهیر و زهر نیز گزارش شده است. |       |       |       | [ ۱۵۲ ] |
| ۴۳  | مسعود بن حجاج        | تیمی                               | حجاج بن ثعلبه           | تیمی        | ۵۰      | حمله اول                                                      | وی به همراه فرزندش عبدالرحمن در سپاه عمر سعد وارد به کربلا شد و به سپاه حسین بن علی پیوست. |       | Yes   | Yes   | [ ۱۵۳ ] |
| ۴۴  | مسلم بن کثیر         | اعرج                               | کثیر بن قلیب صدفی       | ازدی        | ۷۰      | حمله اول                                                      | وی از یاران حسین بن علی در کربلا بود که در زیارت رجبیه به نام سلیمان بن کثیر و در ناحیه به نام اسلم بن کثیر گزارش شده است. او در کودکی محمد را درک کرده است. | Yes   | Yes   | Yes   | [ ۱۵۴ ] |
| ۴۵  | منیع بن زیاد         | رقاد                               | —                       | —           | ۴۰      | حمله اول                                                      | در اینکه او کشته کربلا بوده است، به زیارت رجبیه استناد شده است. |       |       | Yes   | [ ۱۵۵ ] |
| ۴۶  | نصر بن ابی نیزر      | ندارد                              | ابی نیزر بن نجاشی       | —           | ۴۰–۴۵   | حمله اول                                                      | او نوه نجاشی است و همراه حسین بن علی از مکه به کربلا آمد. |       |       |       | [ ۱۵۶ ] |
| ۴۷  | نعمان بن عمرو        | ازدی راسبی                         | —                       | ازدی        | ۵۰      | حمله اول                                                      | وی به همراه برادرش حلاس از لشکریان عمر سعد بود که پس از پذیرفته نشدن شرایط حسین توسط عمر سعد، از لشکر وی جدا و به سپاه حسین پیوستند. |       |       | Yes   | [ ۱۵۷ ] |
| ۴۸  | نعیم بن عجلان        | انصاری خزرجی                       | عجلان بن نعمان          | خزرجی       | ۷۰      | حمله اول                                                      | وی از اهالی کوفه بود که خود را به سپاه حسین بن علی رساند. به گزارشی در منزل بطن عقبه یا عذیب الهجانات به سپاه حسین پیوست. | Yes   | Yes   | Yes   | [ ۱۵۸ ] |
| ۴۹  | یزید بن حصین         | همدانی مشرفی                       | —                       | —           | ۵۰      | —                                                             | برخی منابع نام وی را زید و بریر نیز گزارش کرده‌اند و نام پدرش، حصیر، خصیر و عبدالله گزارش شده است. وی را قاری قرآن گزارش کرده‌اند. |       | Yes   |       | [ ۱۵۹ ] |
| ۵۰  | ابراهیم بن حصین اسدی | ابواسحاق                           | —                       | بنی اسد     | —       | —                                                             | این احتمال مطرح شده است که وی با ابراهیم بن حسین یکی باشد. |       |       |       | [ ۱۶۰ ] |
| ۵۱  | انس بن حارث          | کاهلی                              | حارث بن نبیه            | کاهلی       | ۷۸–۸۰   | —                                                             | وی از جمله صحابه پیامبر اسلام بود که نام‌های انس بن حارث کاهلی، انس بن ابی‌سحیم، مالک بن مالک بن انس و انس بن کاهل اسدی نیز برایش گزارش شده است. وی مأمور انتقال پیام از حسین بن علی به عمر سعد بوده است. | Yes   | Yes   | Yes   | [ ۱۶۱ ] |
| ۵۲  | یزید بن زیاد مهاجر   | ابوالشعثاء کندی ابوالببغاء         | زیاد مهاصر بن نعمان     | کندی        | ۴۰      | —                                                             | وی از لشکریان عمر سعد بود که از وی جدا شد و به سپاهیان حسین پیوست. بنا به نقلی وی مستقیماً از کوفه به قصد همراهی با حسین بن علی به کربلا وارد شد. زائده، زیاد، زید، مهاصر، مصاهر و مظاهر از دیگر نام‌های او و پدرش یاد شده است. |       | Yes   |       | [ ۱۶۲ ] |
| ۵۳  | عمرو بن عبدالله      | ابوثمائه صائدی                     | عبدالله بن کعب          | همدانی      | ۶۰      | قیس بن عبدالله                                                | وی از جمله تابعینی بود که از یاران مسلم بن عقیل بود و پس از فراری شدن افراد تحت فرمانش، به قبیله خود گریخت و پس از آن از کوفه خارج و خود را به حسین بن علی رسانید. نام او را عمر و نام پدرش را کعب نیز گزارش کرده‌اند. القاب ابوصمامه، صائدی، صیداوی، صاعدی و انصاری به اختلاف به او نسبت داده شده است. |       | Yes   |       | [ ۱۶۳ ] |
| ۵۴  | ابوحتوف بن حارث      | انصاری عجمان (عجلانی)              | حرث بن سلمه             | عجلانی      | ۵۲      | —                                                             | وی به همراه برادرش در لشکریان عمر سعد بود که پس از شنیدن صدای زنان سپاه حسین، از لشکریان عمر سعد جدا شده و به سپاه حسین پیوستند. نام پدرش را حرث نیز گزارش کرده‌اند. |       |       |       | [ ۱۶۴ ] |
| ۵۵  | سعد بن حارث          | انصاری عجمان (عجلانی)              | حرث بن سلمه             | عجلانی      | ۵۵      | —                                                             | وی به همراه برادرش در لشکریان عمر سعد بود که پس از شنیدن صدای زنان سپاه حسین، از لشکریان عمر سعد جدا شده و به سپاه حسین پیوستند. نام پدرش را حرث نیز گزارش کرده‌اند. |       |       |       | [ ۱۶۵ ] |
| ۵۶  | زیاد بن عریب         | ابوعمره همدانی صائدی               | عریب بن حنظله           | همدانی      | ۷۰      | عامر بن نهشل                                                  | وی از جمله صحابه است که در لشکر حسین حضور داشت و احتمالاً چهارم و پنجم محرم به سپاه حسین پیوست | Yes   |       |       | [ ۱۶۶ ] |
| ۵۷  | یحیی بن هانی         | ندارد                              | هانی بن عروه            | مرادی       | —       | —                                                             | مادرش را روعه یا روحه بنت عمر گزارش کرده‌اند. وی از اهالی کوفه بود که با رسیدن خبر حسین بن علی به کربلا، خود را به سپاه وی رسانید. |       |       |       | [ ۱۶۷ ] |
| ۵۸  | اسلم بن عمرو         | اسلم ترکی                          | —                       | ایرانی      | ۴۵      | —                                                             | غلامی رومی یا ترک یا مذحجی به حسین بن علی نسبت داده شده است که صاحب او را جنادة بن حارث یا پدرش یا حر بن یزید ذکر کرده‌اند. نام‌های دیگر او واضح، سلیم و سلیمان گزارش شده است. |       |       |       | [ ۱۶۸ ] |
| ۵۹  | جابر بن عروه         | غفاری                              | —                       | غفاری       | ۷۲–۷۵   | —                                                             | وی پیرمردی کهنسال بود که در جنگ بدر نیز حضور داشته است. | Yes   |       |       | [ ۱۶۹ ] |
| ۶۰  | جریر بن یزید ریاحی   | —                                  | یزید ریاحی              | تمیمی       | —       | —                                                             | از وی در زیارت رجبیه یاد شده است. از وی اطلاعات چندانی در دست نیست. این احتمال داده شده است که او همان حر بن یزید باشد و از او دوبار در زیارت رجبیه یاد شده باشد. |       |       | Yes   | [ ۱۷۰ ] |
| ۶۱  | حر بن یزید           | تمیمی ریاحی                        | یزید بن ناجیه یربوعی    | تمیمی       | ۵۰      | ایوب بن مشرح                                                  | وی از فرماندهان جنگی ابن زیاد و اولین سپاه ابن زیاد بود که به حسین بن علی رسید و راه را بر او بست. وی در صبح یا شب عاشورا از سپاه عمر سعد جدا شد و به سپاه حسین بن علی پیوست و به روایتی اولین کشته سپاه حسین در نبرد تن به تن بوده است. |       | Yes   | Yes   | [ ۱۷۱ ] |
| ۶۲  | یحیی بن سلیم         | مازنی                              | —                       | مازنی       | ۵۰      | —                                                             | وی پس از سوید بن عمرو یا عبدالرحمن بن عبدالله یزنی به میدان رفت و کشته شد. |       |       |       | [ ۱۷۲ ] |
| ۶۳  | انیس بن معقل         | اصبحی                              | —                       | اصبحی       | —       | —                                                             | از جمله شهدای کربلا که پس از جون به میدان نبرد رفت. از او اطلاعات چندانی گزارش نشده است. |       |       |       | [ ۱۷۳ ] |
| ۶۴  | بریر بن خضیر         | همدانی                             | —                       | مشرقی       | ۶۰      | کعب بن جابر                                                   | وی از بزرگان کوفه محسوب می‌شد و سالیانی را به تدریس قرآن در آن شهر پرداخته بود و حسین را از مکه همراهی کرد. وی در مواردی به سخنرانی برای سپاه کوفیان پرداخته و نزد عمر سعد، او را نصیحت کرده است. او پس از حر به میدان نبرد رفت. از وی در زیارت نامه اربعین یاد شده است. بریر بن حضیر، بریر بن خضیر و بریر بن حصین از دیگر نام‌های اوست. قاتلان دیگری نیز برای او گزارش شده است.                                                                        |       |       | Yes   | [ ۱۷۴ ] |
| ۶۵  | بشیر بن عمرو         | حضرمی کندی                         | —                       | حضرمی       | ۵۰      | —                                                             | وی به هنگام حضور در سپاه حسین بن علی، خبر از اسارت فرزندش در مرزهای ری را دریافت کرد. به همین منظور یکی از فرزندانش را به توصیه حسین بن علی برای نجات فرزند دیگرش، راهی ری کرد و خود در کربلا ماند و کشته شد. به این ماجرا در زیارت ناحیه اشاره شده است. نام او را بشر و نام پدرش را عمر یا عبدالله نیز گزارش کرده‌اند. با وجود آنکه در کشته شدن او در حمله نخستین گزارش‌هایی وجود دارد، اما قول طبری با اشاره به رجز منسوب به او، این قول را رد می‌کند. |       | Yes   |       | [ ۱۷۵ ] |
| ۶۶  | جنادة بن کعب         | انصاری                             | کعب بن حارث             | —           | ۷۰      | —                                                             | او به همراه حسین بن علی و فرزند و همسرش از مکه با حسین همراه بود. برخی نوشته‌اند که او به همراه عمرو بن خالد صیداوی کوفه را به مقصد مکه ترک کرد خود را به حسین رساند. وی را با نام‌های جناده، جابر، جبار، حباب، حیان، حسان، حیاة و عباده نیز گزارش کرده‌اند. نام پدرش را حارث و حرث نیز گراش کرده‌اند. احتمالاً او همان جنادة بن حارث است. سن او ۷۰ سال تخمین زده شده است و از او در زیارت‌های ناحیه مقدس و زیارت رجبیه یاد نشده است.                       | Yes   |       |       | [ ۱۷۷ ] |
| ۶۷  | عمرو بن خالد         | اسدی صیداوی ابوخالد                | خالد بن حکیم            | اسدی        | ۴۵      | —                                                             | وی از بیعت‌کنندگان با مسلم در کوفه بود که پس از کشته شدن مسلم، خود را از کوفه به حسین بن علی رسانید. وی به همراه غلامش سعد و پسرش خالد به سپاه حسین پیوست. نام او عمر بن خالد نیز گزارش شده است. برخی نسب او را ازدی دانستند. |       | Yes   |       | [ ۱۷۸ ] |
| ۶۸  | حماد بن حماد خزاعی   | ندارد                              | —                       | خزاعی       | —       | —                                                             | وی از جمله کشته‌شدگان کربلا است که از وی در زیارت رجبیه یاد شده است. مجلسی در بحارالانوار نسب وی را مرادی نیز ذکر کرده است. |       |       | Yes   | [ ۱۷۹ ] |
| ۶۹  | حجاج بن مسروق        | جعفی                               | مسروق بن مالک           | مذحجی       | ۵۰      | —                                                             | در طول سفر مکه تا کربلا، وی مؤذن حسین بن علی بود. نام کامل او را حجاج بن مسروق جعف بن سعد نیز گزارش کرده‌اند. رجز او تنها رجزی است که خطاب به حسین بن علی مطرح شده است. |       | Yes   |       | [ ۱۸۰ ] |
| ۷۰  | جون بن حوی           | ابومالک، مولی ابی‌ذر                | حوی بن قتاده            | —           | ۶۵      | —                                                             | وی غلام فضل بن عباس بود که توسط علی بن ابی‌طالب خریداری و به ابوذر هدیه شد. بعد از مرگ ابوذر، جون به مدینه بازگشت و در خانه علی، حسن، حسین و سجاد خدمتگزاری کرد. او از مکه همراه حسین بود و به اسلحه‌شناسی مشهور بود و شمشیر حسین را در شب عاشورا صیقل می‌داد. |       | Yes   | Yes   | [ ۱۸۱ ] |
| ۷۱  | جوین بن مالک         | ضبعی یا تیمی                       | مالک بن قیس بن ثعلبه    | تیمی        | ۵۰      | —                                                             | در قبیله وی اختلاف است، او را منسوب به بنی تیم الله یا به ضبعی منسوب ساخته‌اند. همچنین وی به طایفه قیس بن ثعلبه نیز منسوب است. وی در ابتدا از لشکریان عمر سعد بود که به سپاهیان حسین پیوست. جویر، جوین و جون از نام‌های او در منابع است. برخی منابع او را کشته حمله اول دانسته‌اند. |       | Yes   | Yes   | [ ۱۸۲ ] |
| ۷۲  | حبیب بن مظاهر        | اسدی                               | مظاهر بن رثاب           | اسدی        | ۸۰      | حسین بن تمیم                                                  | حبیب از بیعت‌کنندگان با مسلم بود اما پس از کشته شدن مسلم، خود را به سپاه حسین رسانید. وی از قبیله خود سپاهی را فراهم کرد اما با محاصره لشکریان عمر سعد، امکان دسترسی به سپاه حسین فراهم نشد. وی را پیرترین یار حسین بن علی دانسته‌اد. | Yes   | Yes   | Yes   | [ ۱۸۳ ] |
| ۷۳  | حنظله بن اسعد        | شبامی                              | اسعد بن شبام            | همدانی      | ۴۰      | —                                                             | وی از اهالی کوفه بود که همراه حسین بن علی در روز عاشورا شرکت داشت و پیک حسین بن علی بود. احتمال داده شده است در روز هشتم به سپاه حسین پیوسته است. نام پدرش را سعد و سعید نیز گزارش کرده‌اند. در قاموس الرجال سعد بن حنظله با او یکی شناخته شده است که به جهت اختلاف طایفه‌ها، صحیح نیست. |       | Yes   | Yes   | [ ۱۸۴ ] |
| ۷۴  | خالد بن عمرو         | ازدی صیداوی                        | عمرو بن خالد            | ازدی        | ۲۰      | —                                                             | وی به همراه پدرش در کنار حسین حضور داشت و پس از کشته شدن پدرش، به میدان رفت. نسب پدرش اسدی عنوان شده است. |       |       |       | [ ۱۸۵ ] |
| ۷۵  | خلف بن مسلم          | اسدی                               | مسلم بن عوسجه           | اسدی        | ۱۲      | —                                                             | او با وجود مخالفت حسین بن علی با حضورش در معرکه، توسط مادرش به حضور در جبهه نبرد ترغیب شد و سرانجام کشته شد. نام او در منتخب التواریخ عوسجه عنوان شده است. |       |       |       | [ ۱۸۶ ] |
| ۷۶  | رافع بن عبدالله      | مولی مسلم بن کثیر                  | —                       | شنوئة       | ۴۰      | —                                                             | او را غلام مسلم بن کثیر ازدی گزارش کرده‌اند که به همراه صاحبش به سپاه حسین پیوست. در اینکه او کشته ظهر عاشوراست یا در حمله نخست کشته شده است اختلاف است. |       |       |       | [ ۱۸۷ ] |
| ۷۷  | زهیر بن قین          | انماری بجلی                        | قین بن قیس              | بجلیه       | ۶۰      | کثیر بن عبدالله شعبی مهاجر بن اوس                             | وی از عثمانی مذهبانی بود اما در این مورد تردیدهایی مطرح شده است او پس از ملاقات با حسین بن علی در میانه راه مکه تا کوفه، به سپاهیان حسین پیوست. وی فرمانده جناح راست سپاه حسین را عهده‌دار بود. او همچنین در هنگام اقامه نماز حسین بن علی در ظهر عاشورا، محافظت از نمازگزاران را عهده‌دار بود. |       | Yes   |       | [ ۱۸۸ ] |
| ۷۸  | وهب بن وهب           | ندارد                              | —                       | —           | —       | —                                                             | وی مسیحی تازه مسلمانی بود که به همراه مادرش در صحنه کربلا حضور داشت. پس از آنکه اسیر شد، سرش به دستور عمر سعد از تن جدا شد. مادرش پس از کشته شدن وهب قصد میدان کرد اما به دستور حسین بن علی از این کار منع شد. |       |       |       | [ ۱۸۹ ] |
| ۷۹  | سعد بن حنظله         | تمیمی                              | —                       | تمیمی       | ۴۵      | —                                                             | از وی اطلاعاتی جز حضور و کشته شدن در نبرد کربلا در دست نیست. نام وی را سعید بن حنظله تمیمی نیز گزارش کرده‌اند. در قاموس الرجال او را حنظله بن سعد شبامی گزارش کرده‌اند. از او با نام شعبة بن حنظله تمیمی نیز یاد شده است. |       |       |       | [ ۱۹۰ ] |
| ۸۰  | سعید بن عبدالله      | مولی عمرو بن خالد صیداوی           | —                       | —           | ۲۵      | —                                                             | وی را غلام عمرو بن خالد صیداوی گزارش کرده‌اند که به همراه صاحبش، پس از کشته شدن مسلم، از کوفه به قصد همراهی حسین راهی کربلا شدند. در زیارت ناحیه نامش سعید و در زیارت رجبیه او غلام عمرو بن خلف گزارش شده است. نام او در مواردی سعد بن عبدالله عنوان شده است. |       | Yes   | Yes   | [ ۱۹۱ ] |
| ۸۱  | سعید بن عبدالله      | حنفی یا حنفیه                      | —                       | حنفی        | ۵۰      | حمله به نمازگزاران                                            | وی از کوفیان بیعت‌کننده با مسلم بن عقیل بود که پس از دستگیری مسلم خود را به سپاهیان حسین رسانید. وی در ماجرای کربلا، محافظ نمازگزاران بود و بنابر روایتی در همان غائله با سپر کردن خود در مقابل تیرهای پرتاب شده به سوی نمازگزاران، کشته شد. از او با نام سعد بن عبدالله حنفی در زیارت ناحیه یاد شده است. |       | Yes   |       | [ ۱۹۲ ] |
| ۸۲  | سلمان بن مضارب       | انماری بجلی                        | مضارب بن قین            | بجلی        | ۴۰      | —                                                             | وی به همراه عمویش زهیر بن قین، عازم حج بود که با همراه پیوستن زهیر، او نیز به سپاه حسین پیوست. احتمال داده شده است که در مکه به سپاه حسین ملحق شده است. |       |       |       | [ ۱۹۳ ] |
| ۸۳  | جنادة بن حارث        | مذحجی مرادی سلمانی                 | —                       | مذحجی       | ۷۰      | —                                                             | وی به همراه جمعی از جمله غلام خویش، به سپاه حسین بن علی پیوستند. از وی با نام‌های دیگری چون حسان، حیان، جابر، عباده، حیاة حباب، جبار و جباد یاد شده است. در زیارت ناحیه و رجبیه با نام‌های مختلف از او یاد شده است. | Yes   | Yes   | Yes   | [ ۱۹۴ ] |
| ۸۴  | سوَید بن عمرو         | انماری خثعمی                       | عمرو بن ابی‌المطاع       | خثعمی       | ۷۰      | هانی بن ثبیب حضرمی عزرة (عروة) بن بطان تغلبی زید بن رقاد جنبی | وی از اعراب قحطانی است که پس از کشته شدن حسین بن علی به قتل رسیده است. او پیش از کشته شدن حسین نیز به میدان نبرد حمله کرد اما زخمی شده و از هوش رفت، وقتی به هوش آمد که حسین بن علی کشته شده بود. او مجدد به میدان نبرد رفت و سرآخر کشته شد. نام‌های دیگر او سوید بن عمر، سوید بن ابی‌المطاع، عمرو بن مطاع جعفی و سوید بن عمیر بن ابی‌المطاع گزارش شده است.                                                                                              |       |       |       | [ ۱۹۵ ] |
| ۸۵  | سیف بن حارث          | جابری همدانی                       | حارث بن سریع            | جابری       | ۳۲      | —                                                             | وی به همراه شبیب از کوفه گریخت و خود را به سپاه حسین رساند. او را جوان گزارش کرده‌اند که در روز عاشورا کشته شد. نام او در منابع سیف بن حرث، شبیب بن حارث و شریف بن حارث عنوان شده است. |       | Yes   | Yes   | [ ۱۹۶ ] |
| ۸۶  | شبیب بن عبدالله      | ابوعمرو نهشلی                      | —                       | نهشلی       | ۵۰–۵۲   | عامر بن نهشل                                                  | وی از مدینه در کنار حسین بن علی بود. او با نام‌های حبیب بن عبدالله و حبیب بن عبیدالله نیز گزارش شده است. در تنقیح المقال او را کشته حمله اول گزارش کرده‌اند. از او با کنیه ابوعمر نیز یاد شده است. |       | Yes   |       | [ ۱۹۷ ] |
| ۸۷  | شبیب بن عبدالله      | مولی حارث                          | عبدالله بن شکل          | —           | —       | —                                                             | وی غلام حرث بن سریع گزارش شده است و در منابع متقدم از وی گزارشی وجود ندارد. اما به عقیده چند منبع متاخر در زیارت ناحیه از وی یاد شده است. |       | Yes   |       | [ ۱۹۸ ] |
| ۸۸  | عبدالله بن عمیر      | کلبی علیمی                         | عمیر بن عباس            | علیمی       | ۳۰      | هانی بن ثبیت حضرمی بکیر بن بن حی تمیمی                        | وی از اهالی کوفه بود که به همراه همسرش ام وهب و مادرش ام عبدالله به سپاه حسین ملحق شد. پس از کشته شدن وی، همسرش به بالین او رفت و توسط غلام شمر کشته شد. منابعی او را همان وهب بن عبدالله دانسته‌اند. او را اولین کشته سپاه حسین در نبرد تن به تن یاد کرده‌اند. |       | Yes   | Yes   | [ ۱۹۹ ] |
| ۸۹  | شوذب بن عبدالله      | همدانی شاکری                       | —                       | —           | ۷۰      | —                                                             | وی به همراه عابس (پیک مسلم بن عقیل از کوفه به حسین در مکه) از کوفه به مکه نزد حسین بن علی آمده و با وی تا کربلا همراه شد. در زیارت ناحیه او را غلام شاکر عنوان کرده‌اند. سوید بن عبدالله دیگر نام او عنوان شده است. |       | Yes   | Yes   | [ ۲۰۰ ] |
| ۹۰  | هفهاف بن مهند        | راسبی بصری                         | —                       | راسبی       | ۵۲      | —                                                             | وی از اهالی بصره بود که با رسیدن خبر حسین بن علی به کربلا به سمت وی در حرکت شد، اما در روز عاشورا پس از آنکه حسین بن علی کشته شده بود به کربلا رسید. وی به میان لشکریان عمر سعد رفت و شمشیر برکشید و تنی چند از آنان را کشت و خودش نیز کشته شد. |       |       |       | [ ۲۰۱ ] |
| ۹۱  | ضرغامه بن مالک       | تغلبی                              | —                       | تغلبی       | ۳۰      | —                                                             | وی از شیعیان بیعت کننده با مسلم بن عقیل بود و پس از کشته شدن مسلم در لشکر عمر سعد وارد شده و به کربلا آمد و در آنجا به سپاه حسین پیوست. از وی در زیارت ناحیه و رجبیه یاد شده است. در مناقب او را کشته حمله نخست گزارش کرده‌اند. |       | Yes   | Yes   | [ ۲۰۲ ] |
| ۹۲  | عائذ بن مجمع         | مذحجی                              | مجمع بن عبدالله         | مذحجی       | ۲۵      | —                                                             | وی پس از شنیدن خبر کشته شدن قیس بن مسهر — پیک حسین بن علی به کوفه — را شنید، به همراه پدرش و جمعی دیگر به سمت حسین بن علی در حرکت و در عذیب هجانات به سپاه حسین ملحق شدند. نام پدرش در زیارت ناحیه و رجبیه آمده است. |       |       |       | [ ۲۰۳ ] |
| ۹۳  | عابس بن ابی شبیب     | شاکری وادعی                        | ابی شبیب بن شاکر        | همدانی      | ۷۵      | —                                                             | وی اولین نفر از مردم کوفه بود که به مسلم بن عقیل پیوست و پس از بیعت مردم با مسلم، به عنوان پیک مسلم به همراه شوذب به سمت حسین بن علی در حرکت شدند. وی از جمله محافظان نمازگزاران در ظهر عاشورا بود. نام پرش را حبیب، شبث و لیث نیز گزارش کرده‌اند. |       | Yes   | Yes   | [ ۲۰۴ ] |
| ۹۴  | عبدالرحمن بن عبدالله | همدانی ارحبی، ازدی، یزنی           | عبدالله بن الکدن        | همدانی      | ۵۰      | —                                                             | وی از تابعین بود که حامل نامه کوفیان به حسین بن علی بود. حسین نیز مسلم بن عقیل را راهی کوفه کرد و وی به همراه مسلم به کوفه بازگشت. پس از کشته شدن مسلم خود را به سپاه حسین رسانید. در معجم الرجال وی همان عبدالرحمن بن عبدالله ازدی دانسته شده است که در زیارت رجبیه مورد اشاره قرار گرفته است. برخی او را عبدالرحمن بن عبید ارحبی گزارش کرده‌اند. |       | Yes   | Yes   | [ ۲۰۵ ] |
| ۹۵  | عبدالرحمن بن عروه    | غفاری                              | عروه بن حراق            | غفاری       | ۲۳      | —                                                             | وی به همراه برادرش عبدالله از جمله سپاهیان حسین بودند. نام پدرش را عزره نیز گزارش کرده‌اند. |       | Yes   | Yes   | [ ۲۰۶ ] |
| ۹۶  | عبدالله بن عروه      | غفاری                              | عروه بن حراق            | غفاری       | ۲۵      | —                                                             | وی به همراه برادرش عبدالرحمن از جمله سپاهیان حسین بودند. نام پدرش را عزره نیز گزارش کرده‌اند. |       | Yes   | Yes   | [ ۲۰۷ ] |
| ۹۷  | عمرو بن مطاع         | جعفی                               | —                       | جعفی        | ۴۵      | —                                                             | وی از اهالی کوفه بود که اصالتی یمنی داشت. از او با نام‌های عمر بن مطاع و عمیر بن مطاع نیز یاد شده است. برخی او را همان سوید بن عمرو بن ابی‌المطاع گزارش کرده‌اند. |       |       |       | [ ۲۰۸ ] |
| ۹۸  | عمرو بن جناده        | انصاری                             | جنادة بن کعب            | —           | ۹–۲۱    | مالک بن نسر بدی                                               | وی به همراه پدر و مادرش در کربلا حضور داشت. سن وی در هنگام کشته شدن بین ۹ تا ۲۱ گزارش شده است. پس از آنکه در عاشورا کشته‌شد، سرش به سمت سپاه حسین پرتاب شد. مادرش پس از تکلم با سر بریده پسرش، عمود خیمه را کشیده و به سمت سپاه عمر سعد حمله‌ور شد اما با دستور حسین بن علی برگشت. |       |       |       | [ ۲۰۹ ] |
| ۹۹  | یزید بن ثبیط         | قیسی عبدی                          | —                       | عبدی        | ۵۰      | —                                                             | وی از اهالی بصره بود که در بین راه مکه و کربلا به سپاه حسین پیوست و در عاشورا در نبردی تن به تن پس از کشته شدن دو فرزندش، کشته شد. نام او در زیارت ناحیه زید بن ثبیت گزارش شده است بدر، نام دیگری است که برای او گزارش شده است. |       | Yes   | Yes   | [ ۲۱۰ ] |
| ۱۰۰ | عمرو بن قرظه         | انصاری                             | قرظه بن کعب             | خزرجی       | ۶۰      | حمله به نمازگزاران                                            | وی در روز ششم محرم به سپاه حسین پیوست. برای او رجزی نیز گزارش شده است. پدر او از صحابه محمد بود. |       | Yes   |       | [ ۲۱۱ ] |
| ۱۰۱ | عمیر بن عبدالله      | مذحجی                              | —                       | مذحجی       | ۴۰–۴۵   | مسلم ضبابی عبدالله بجلی                                       | وی از اهالی کوفه بود که خود را در روزهای آغازین ورود حسین به کربلا، به سپاه حسین رسانید. |       |       |       | [ ۲۱۲ ] |
| ۱۰۲ | قره                  | ندارد                              | —                       | —           | ۴۰      | —                                                             | قره، غلام حر بن یزید ریاحی بود که با وجود پیوستن حر به سپاهیان حسین بن علی، در لشکر عمر سعد باقی ماند اما پس از کشته شدن حر، به سپاه حسین پیوست و کشته شد. عروه و غره از دیگر نام‌های او در منابع است. |       |       |       | [ ۲۱۳ ] |
| ۱۰۳ | قرة بن ابی قره       | غفاری                              | —                       | غفاری       | ۷۲      | —                                                             | از وی اطلاعاتی جز کشته شدن در کربلا وجود ندارد. در ینابیع الموده شخصی با نام عروه غفاری نیز از کشته‌شدگان کربلا یاد شده است.. نام‌های دیگر او عثمان است و پدرش فروه یا عروه گزارش شده است. برخی او را همان معلی بن حنظله غفاری دانسته‌اند. |       |       | Yes   | [ ۲۱۴ ] |
| ۱۰۴ | مالک بن عبدالله      | جابری                              | عبدالله بن سریع         | جابری       | ۲۴      | —                                                             | وی غلام سیف بن حرث بود که به همراه وی، عموزاده خویش و همچنین برادر مادری‌اش، به سپاه حسین ملحق شدند. در رجال طوسی نامش مالک بن سریع عنوان شده است. |       | Yes   |       | [ ۲۱۵ ] |
| ۱۰۵ | مجمع بن عبدالله      | عائذی                              | عبدالله بن مالک         | مذحجی       | ۵۰      | —                                                             | وی از تابعیان بود که همراه عائذ، عمر بن خالد، جنادة بن حارث و غلام عمرو بن خالد به سپاه حسین بن علی پیوست. |       | Yes   | Yes   | [ ۲۱۶ ] |
| ۱۰۶ | مسلم بن عوسجه        | ابو جحل اسدی                       | عوسجه بن سعد            | اسدی        | ۸۰      | عبدالرحمن بن ابوخشتکاره عبدالله ضبابی                         | وی از سرشناسان صدر اسلام است که با ورود مسلم بن عقیل به کوفه با وی بیعت کرد و در زمره یارانش بود تا آنکه بی‌وفایی کوفیان را دید، خود را مخفی کرده و شبانه به سپاه حسین در کربلا رسانید. او به همراه همسر و فرزندش خلف در کربلا حاضر شد. | Yes   | Yes   | Yes   | [ ۲۱۷ ] |
| ۱۰۷ | مسلم                 | مولی عامر بن مسلم                  | —                       | —           | —       | —                                                             | وی غلام عامر بن مسلم است که به عنوان کشته کربلا گزارش شده است. نام او را سالم نیز گزارش کرده‌اند. |       |       | Yes   | [ ۲۱۸ ] |
| ۱۰۸ | منحج بن سهم          | مولی الحسین                        | —                       | ۳۵          | —       | حسان بن بکر حنظلی                                             | وی از غلامان حسین بن علی بود که نام او منهج نیز گزارش شده است. مادرش حسنیه از کنیزان حسین بود که به ازدواج سهم درآمده بود. مادرش خدمتکار خانه سجاد بود از فرزندان حسن مجتبی در سفر حسین به کوفه نگهداری می‌کرد. |       | Yes   | Yes   | [ ۲۱۹ ] |
| ۱۰۹ | نافع بن هلال         | جملی مرادی                         | هلال بن نافع            | مذحجی       | ۴۵      | شمر بن ذی الجوشن                                              | وی در منزلگاه عذیب الهجانات به لشکر حسین بن علی پیوست. وی از کسانی بود که همراه عباس بن علی، پس از بسته شدن راه شریعه بر سپاهیان حسین، شبانه به فرات زدند و پس از نبردی شدید، آب به خیمه‌های حسین رساندند. وی اسیر شد و توسط شمر سر بریده شد. زندگانی او با هلال بن نافع (پدر) و هلال بن نافع (گزارشگر وقایع کربلا در سپاه عمر سعد) اشتباه گرفته شده است.                                                                                              |       | Yes   | Yes   | [ ۲۲۰ ] |
| ۱۱۰ | هلال بن نافع         | جملی مرادی                         | نافع بن جمل             | مذحجی       | —       | شمر بن ذی الجوشن                                              | وی از شیعیانی بود که در بین راه مکه و کربلا به حسین بن علی پیوست. وی از جمله کسانی بود که اعلام وفاداری یاران حسین بر او را رقم زد و پس از بستن شریعه و آب بر سپاه حسین به همراه تنی چند برای رساندن آب به خیام حسین اقدام کرد. وی به اسارت درآمد و به دست شمر کشته شد. شیخ صدوق و شیخ بحرانی شخصی را به نام هلال بن حجاج از کشته‌شدگان کربلا گزراش کرده‌اند که احتمال داده شده است همان هلال بن نافع باشد.                                             |       |       |       | [ ۲۲۱ ] |
| ۱۱۱ | وهب بن عبدالله کلبی  | ندارد                              | —                       | بنی کلب     | ۲۵      | —                                                             | وی تازه دامادی بود که همراه با مادر و همسرش در کربلا حاضر بود و به توصیه مادر کشته شد. پس از کشته شدن همسرش عمودی برداشت و به سمت دشمن در حرکت شد اما به دستور حسین بن علی بازگردانده شد. پس از آنکه سرش را نزد مادرش پرتاب شد، مادرش سر را سمت لشکر عمر سعد پرتاب کرد و سبب مرگ یکی از لشکریان عمر سعد شد. پس از آن شمر دستور داد تا مادر وهب نیز کشته شود.                                                                                          |       |       |       | [ ۲۲۲ ] |

## کشته‌شدگان زن در سپاه حسین
| ر | نام            | لقب یا کنیه | پدر          | همسر                 | نسب یا تیره | سن    | قاتل | نسبت با حسین  | توضیحات | منبع    |
| - | -------------- | ----------- | ------------ | -------------------- | ----------- | ----- | ---- | ------------- | --- | ------- |
| ۱ | ام حسن بنت حسن | ام‌حسن       | حسن بن علی   | —                    | هاشمی       | —     | —    | فرزند برادر   | وی از زنان خیام حسین بن علی بود که پس از حمله سپاهیان عمر سعد به خیمه‌های حسین، در زیر دست و پای مهاجمان، به قتل رسید. | [ ۲۲۳ ] |
| ۲ | حمیده بنت مسلم | ندارد       | مسلم بن عقیل | ندارد                | هاشمی       | ۱۱    | —    | فرزند پسر عمو | حمیده دختر مسلم بن عقیل، بر اثر حمله لشکریان عمر سعد برای غارت خیمه‌های حسین، در زیر دست و پا کشته شد. | [ ۲۲۴ ] |
| ۳ | ام وهب بنت عبد | ام‌وهب       | —            | عبدالله بن عمیر کلبی | عُلِیمی       | ۲۰–۱۹ | رستم | ندارد         | وی نخستین زن کشته شده در کربلا بود که ابتدا قصد همراهی همسرش را در پیکار داشت اما به توصیه همسر و حسین بن علی، به نزد زنان خیمه بازگشت، اما پس از کشته شدن همسرش (یا به نقلی فرزندش)، نزد او شتافت. در این هنگام غلام شمر، او را به قتل رسانید. برخی وی را مادر وهب (نصرانی مسلمان شده در کربلا) می‌دانند. نام او در منابعی هانیه گزارش شده است. | [ ۲۲۵ ] |

## افرادی که مورد اختلاف قرار گرفته‌اند
| ر   | نام                          | لقب یا کنیه    | پدر                            | نسب یا تیره      | سن    | قاتل                                     | نسبت با حسین  | توضیحات | رجبیه | منبع    |
| --- | ---------------------------- | -------------- | ------------------------------ | ---------------- | ----- | ---------------------------------------- | ------------- | --- | ----- | ------- |
| ۱   | عبدالله اصغر بن ابوطالب      | ندارد          | ابوطالب بن عبدالمطب            | هاشمی            | —     | —                                        | برادر         | عمادزاده از وی به عنوان کشته کربلا یاد کرده است اما در منابع رجال از فرزندی به نام عبدالله اصغر برای ابوطالب و در کشته‌شدگان کربلا ذکری به میان نیامده است.                                                                                            |       | [ ۲۲۶ ] |
| ۲   | بکر بن علی                   | ابوبکر         | علی بن ابی‌طالب                 | هاشمی            | —     | —                                        | برادر         | مقبره وی در منطقه ذی‌الکفل است و گروهی بر این باورند که وی پس از زخمی شدن در واقعه کربلا، به همراه اسبش به این منطقه آمده و بر اثر جراحات کشته شده و در همان‌جا دفن گردیده است. با این حال با استناد به سنگ مقبره وی، او به سال ۶۰ از دنیا رفته است.    |       | [ ۲۲۷ ] |
| ۳   | عتیق بن علی                  | ندارد          | علی بن ابی‌طالب                 | هاشمی            | —     | —                                        | برادر         | منابع کهن از وی یادی نکرده‌اند و شذرات الذهب وی را کشته کربلا گزارش کرده است. |       | [ ۲۲۸ ] |
| ۴   | عمر بن علی                   | ندارد          | علی بن ابی‌طالب                 | هاشمی            | ۳۵    | —                                        | برادر         | منابع در حضور وی در کربلا و کشته شدنش، دچار اختلاف هستند. این احتمال نیز داده شده است که وی از زخمی‌های کربلا بوده که جان سالم به در برده باشد. نام مادرش صهبا یا ام حبیب دختر عباد بن ربیعه گزارش شده است.                                            |       | [ ۲۲۹ ] |
| ۵   | عون بن علی                   | ندارد          | علی بن ابی‌طالب                 | هاشمی            | ۴۵    | —                                        | برادر         | وی از فرزندان علی بن ابی‌طالب و اسماء بنت عمیس است. از حضور وی در کربلا خبری گزارش نشده است و در روضة الشهدا به شهادتش در کربلا اشاره شده است. او را از همراهان حسین بن علی از مدینه گزارش کرده‌اند. در ریاض الشهادة مزار او بیرون کربلا گزارش شده است. |       | [ ۲۳۰ ] |
| ۶   | فضل بن علی                   | ندارد          | علی بن ابی‌طالب                 | هاشمی            | —     | —                                        | برادر         | از وی در منابع کهن، نام و نشانی وجود ندارد اما ملاحسین کاشفی وی را از کشته‌شدگان کربلا گزارش کرده‌اند. |       | [ ۲۳۱ ] |
| ۷   | قاسم بن علی                  | ندارد          | علی بن ابی‌طالب                 | هاشمی            | —     | عمرو بن سعید ازدی                        | برادر         | با وجود آنکه چنین فرزندی به علی بن ابی طالب در منابع منسوب نیست، اما در مناقب وی یکی از کشته‌شدگان کربلا یاد شده است. |       | [ ۲۳۲ ] |
| ۸   | محمد بن عباس                 | ندارد          | عباس بن علی                    | هاشمی            | ۱۴    | مردی از بنی‌ابان بن دارم                  | فرزند برادر   | در مناقب از محمد بن عباس به عنوان کشته کربلا یاد شده است. سن او ۱۴ تا ۱۵ سال گزارش شده است. |       | [ ۲۳۳ ] |
| ۹   | یحیی بن علی                  | ندارد          | علی بن ابی‌طالب                 | هاشمی            | —     | —                                        | برادر         | برخی منابع وی را کشته کربلا گزارش کرده‌اند. برخی دیگر نیز وی را در زمان حیات پدرش، فوت شده گزارش کرده‌اند. |       | [ ۲۳۴ ] |
| ۱۰  | احمد بن حسن                  | ندارد          | حسن بن علی                     | هاشمی            | ۱۶–۱۹ | منقذ بن نعمان عبدی                       | فرزند برادر   | برخی منابع چون سید محسن امین، احمد بن حسن را همان عبدالله بن حسن دانسته‌اند. |       | [ ۲۳۵ ] |
| ۱۱  | بِشر بن حسن                   | ندارد          | حسن بن علی                     | هاشمی            | —     | —                                        | فرزند برادر   | با وجود آنکه فرزندی به نام بشر برای حسن مجتبی ذکر نشده است، اما ابن شهرآشوب از بشر بن حسن به عنوان یکی از شهیدان کربلا یاد می‌کند. |       | [ ۲۳۶ ] |
| ۱۲  | عمر بن حسن                   | ندارد          | حسن بن علی                     | هاشمی            | —     | —                                        | فرزند برادر   | برخی منابع از کشته شدن وی در کربلا گزارش کرده‌اند اما با وجود عدم گزارش کشته شدنش در برخی از کتب معتبر و همچنین گزارشی از اسارتش در کربلا، کشته شدنش محل اشکال است.                                                                                    |       | [ ۲۳۷ ] |
| ۱۳  | یحیی بن حسن                  | ندارد          | حسن بن علی                     | هاشمی            | —     | —                                        | فرزند برادر   | از وی در منابع کهن یادی به میان نیامده است. سپهر می‌نویسد که وی از جمله فرزندان حسن بن علی نیست که در کربلا کشته شده باشد. |       | [ ۲۳۸ ] |
| ۱۴  | ابراهیم بن حسین              | ندارد          | حسین بن علی                    | هاشمی            | —     | —                                        | فرزند         | منابع از حضور وی در کربلا سخنی به میان نیاوردند اما از رجزخوانی وی در ظهر عاشورا یاد شده است. این احتمال مطرح شده است که او همان ابراهیم بن حصین باشد.                                                                                                |       | [ ۲۳۹ ] |
| ۱۵  | ابوبکر بن حسین               | ندارد          | حسین بن علی                    | هاشمی            | —     | عبدالله بن عقبة غنوی حرمله بن کاهل اسدی  | فرزند         | مادر او را ام ولد گزارش کرده‌اند. |       | [ ۲۴۰ ] |
| ۱۶  | جعفر بن حسین                 | ندارد          | حسین بن علی                    | هاشمی            | —     | —                                        | فرزند         | شیخ مفید از وجود وی یاد کرده اما از حضورش در کربلا خبری نداده است. منابع پیش از تسلیه المجالس نیز از وجود چنین فرزندی برای حسین بن علی در ماجرای کربلا گزارشی نداده‌اند.                                                                               |       | [ ۲۴۱ ] |
| ۱۷  | حمزه بن حسین                 | ندارد          | حسین بن علی                    | هاشمی            | —     | —                                        | فرزند         | به گفته ابن شهر آشوب، وی فرزند حسین بن علی بود که در واقعه کربلا کشته شد. |       | [ ۲۴۲ ] |
| ۱۸  | زید بن حسین                  | ندارد          | حسین بن علی                    | هاشمی            | —     | —                                        | فرزند         | به گفته ابن شهر آشوب، وی فرزند حسین بن علی بود که در واقعه کربلا کشته شد. |       | [ ۲۴۳ ] |
| ۱۹  | قاسم بن حسین                 | ندارد          | حسین بن علی                    | هاشمی            | —     | عمر بن سعد بن مقبل                       | فرزند         | در منابع کهن از فرزندی به نام قاسم برای حسین بن علی گزارشی وجود ندارد با این وجود منابعی از وی به عنوان کشته کربلا یاد کرده‌اند. |       | [ ۲۴۴ ] |
| ۲۰  | محسن بن حسین                 | ندارد          | حسین بن علی                    | هاشمی            | نوزاد | —                                        | فرزند         | منابع از فرزندی به این نام برای حسین بن علی سخنی به میان نیاورده‌اند اما معجم البلدان از وی به عنوان کشته کربلا یاد کرده است. این کودک که در شکم مادر بود، به جهت نا ملایمات واقعه کربلا در حال اسارت مادر در قسمت غربی حلب سقط گردید.                 |       | [ ۲۴۵ ] |
| ۲۱  | محمد بن حسین                 | ندارد          | حسین بن علی                    | هاشمی            | —     | —                                        | فرزند         | در کشته شدن یا اسارت وی در واقعه کربلا، اختلافاتی گزارش شده است. وی گزارشی را از سرگذشت اسیران در شام نقل می‌کد که دلیلی بر زنده بودن وی در شام بوده است.                                                                                              |       | [ ۲۴۶ ] |
| ۲۲  | ابراهیم بن عقیل              | ندارد          | عقیل بن ابی‌طالب                | هاشمی            | —     | —                                        | پسر عمو       | در منابع کهن از وی و برادرش گزارشی به میان نیامده است و تنها در منابع معاصر، به اینکه دو فرزند کم سن از فرزندان عقیل در نبرد کربلا حضور داشتند، سخن به میان آمده است.                                                                                 |       | [ ۲۴۷ ] |
| ۲۳  | ابوسعید بن عقیل              | ندارد          | عقیل بن ابی‌طالب                | هاشمی            | —     | —                                        | پسر عمو       | از وی تنها در وسیلة الدارین به عنوان کشته کربلا یاد شده است. |       | [ ۲۴۸ ] |
| ۲۴  | احمد بن عقیل                 | ندارد          | عقیل بن ابی‌طالب                | هاشمی            | —     | —                                        | پسر عمو       | تنها منبعی که از وی به عنوان شهید کربلا یاد کرده است، وسیلة الدارین است که او را از همراهان حسین بن علی از مدینه تا کربلا می‌داند. |       | [ ۲۴۹ ] |
| ۲۵  | سعید بن عقیل                 | ندارد          | عقیل بن ابی‌طالب                | هاشمی            | —     | —                                        | پسر عمو       | دربندی در دو اثرش جواهر الایقان و اسرار الشهاده از وی به عنوان کشته کربلا یاد کرده است. |       | [ ۲۵۰ ] |
| ۲۶  | عبدالله اصغر بن عقیل         | ندارد          | عقیل بن ابی‌طالب                | هاشمی            | —     | عثمان بن خالد اثیم جهنی بشر بن حوط قایضی | پسر عمو       | وی از مادری به نام علیه زاده شده بود. وی پس از برادرش عبدالرحمن به میدان رفت و کشته شد. با این وجود صاحب قاموس الرجال حضور وی در کربلا را انکار کرده است.                                                                                             |       | [ ۲۵۱ ] |
| ۲۷  | عبدالله بن عقیل              | ندارد          | عقیل بن ابی‌طالب                | هاشمی            | —     | عمرو بن صبیح صیداوی                      | پسر عمو       | در کشته شدن وی در کربلا اختلاف است. وی توسط شیخ طوسی به عنوان اصحاب سجاد یاد شده است. برخی نیز مقصود شیخ طوسی از عبدالله بن عقیل را همان عبدالله اصغر بن عقیل دانسته‌اند.                                                                              |       | [ ۲۵۲ ] |
| ۲۸  | عقیل بن عقیل                 | ندارد          | عقیل بن ابی‌طالب                | هاشمی            | —     | —                                        | پسر عمو       | با وجود آنکه برخی منابع وی را از کشته‌شدگان کربلا می‌دانند ولی در منابع انساب از وجود فرزندی به نام عقیل برای عقیل بن ابی طالب مطلبی گزارش نشده است. |       | [ ۲۵۳ ] |
| ۲۹  | عون بن عقیل                  | ندارد          | عقیل بن ابی‌طالب                | هاشمی            | —     | —                                        | پسر عمو       | برخی در شهادتش در کربلا اختلاف کرده‌اند. برخی از رجال نویسان نیز در وجود چنین فرزندی برای عقیل دچار اختلاف هستند. |       | [ ۲۵۴ ] |
| ۳۰  | محمد بن عقیل                 | ندارد          | عقیل بن ابی‌طالب                | هاشمی            | —     | —                                        | پسر عمو       | در منابع کهن از وی و برادرش گزارشی به میان نیامده است و تنها در منابع معاصر، به اینکه دو فرزند کم سن از فرزندان عقیل در نبرد کربلا حضور داشتند، سخن به میان آمده است.                                                                                 |       | [ ۲۵۵ ] |
| ۳۱  | موسی بن عقیل                 | ندارد          | عقیل بن ابی‌طالب                | هاشمی            | ۳۲    | عمرو بن صبیح صیداوی                      | پسر عمو       | مادرش را ام البنین بنت ابوبکر بن کلاب عامری است که بعد از برادرش جعفر به میدان رفت و کشته شد. از وی در منابع کهن یادی به میان نیامده است. |       | [ ۲۵۶ ] |
| ۳۲  | احمد بن محمد                 | ندارد          | محمد بن عقیل                   | هاشمی            | —     | —                                        | فرزند پسر عمو | نسب شناسان برای محمد بن عقیل فرزندی به نام احمد گزارش نکرده‌اند اما مامقانی او را فرزند محمد و ام ولدش دانسته است. تنها در تنقیح المقال از وی به عنوان کشته کربلا یاد شده است.                                                                         |       | [ ۲۵۷ ] |
| ۳۳  | جعفر بن محمد                 | ندارد          | محمد بن عقیل                   | هاشمی            | —     | —                                        | فرزند پسر عمو | در کشته شدن وی در ماجرای کربلا بین مقتل نویسان اختلاف است. برخی او را کشته شده در واقعه حره می‌دانند. |       | [ ۲۵۸ ] |
| ۳۴  | عبدالله بن جعفر              | ندارد          | جعفر بن عقیل                   | هاشمی            | —     | —                                        | فرزند پسر عمو | از وی تنها در کتاب اسرار الشهاده به عنوان حاضر در کربلا یاد شده است و منابع متقدم از او سخنی به میان نیاورده اند. وی در کربلا پرچمدار سپاه حسین بوده است.                                                                                             |       | [ ۲۵۹ ] |
| ۳۵  | اسماعیل بن عبدالله           | زاهد           | عبدالله بن جعفر                | هاشمی            | —     | —                                        | فرزند پسر عمو | در میان کشته‌شدگان کربلا، از وی یاد شده است اما ابن عنبه و مامقانی او را کشته شده می‌دانند اما ذکری از واقعه کربلا به میان نمی‌آورند. بنابه گزارش مامقانی، وی در ۱۴۵ ه‍.ق در سن نود سالگی به دستور معاویة بن عبدالله کشته شد.                              |       | [ ۲۶۰ ] |
| ۳۶  | حسین بن عبدالله              | ندارد          | عبدالله بن جعفر                | هاشمی            | —     | —                                        | فرزند پسر عمو | در کتاب جمهرة انساب العرب، از حسین بن عبدالله به عنوان یکی از کشته‌شدگان کربلا یاد شده اما در سایر منابع از وی سخنی به میان نیامده است. |       | [ ۲۶۱ ] |
| ۳۷  | عدی بن عبدالله               | ندارد          | عبدالله بن جعفر                | هاشمی            | —     | —                                        | فرزند پسر عمو | تنها منبعی که وی را کشته کربلا گزارش کرده است، ابن قتیبه دینوری است. |       | [ ۲۶۲ ] |
| ۳۸  | عون بن عبدالله               | عون اصغر       | عبدالله بن جعفر                | هاشمی            | —     | —                                        | فرزند پسر عمو | مادر عون، جمانه دختر مسیب بن نجبه فرازی است. در کشته شدن وی در نبرد کربلا یا واقعه حره، اختلاف است. منابع در اینکه او یا برادرش عون اکبر که فرزند زینب بنت علی بود از کشته‌شدگان کربلاست، اختلاف نظر دارند.                                            |       | [ ۲۶۳ ] |
| ۳۹  | قاسم بن محمد                 | ندارد          | محمد بن جعفر                   | هاشمی            | —     | —                                        | فرزند پسر عمو | مادرش ام ولد بود و با ام کلثوم بنت عبدالله بن جعفر ازدواج کرده است. در اینکه وی از کشته‌شدگان کربلا بوده یا از اسیران، بین منابع اختلاف است. |       | [ ۲۶۴ ] |
| ۴۰  | احمد بن مسلم                 | ندارد          | مسلم بن عقیل                   | هاشمی            | —     | —                                        | فرزند پسر عمو | فاضل دربندی وی را از جمله شهیدان کربلا ذکر می‌کند، این حال، نسب شناسان برای مسلم بن عقیل فرزندی به این نام گزارش نکرده‌اند. |       | [ ۲۶۵ ] |
| ۴۱  | جعفر بن مسلم                 | ندارد          | مسلم بن عقیل                   | هاشمی            | —     | عروة بن عبدالله جعفی                     | فرزند پسر عمو | منابع کهن از او نامی به میان نیاورده‌اند و تنها منابع متقدم او را از کشته‌شدگان کربلا گزارش کرده‌اند. |       | [ ۲۶۶ ] |
| ۴۲  | عبدالرحمن بن مسلم            | ندارد          | مسلم بن عقیل                   | هاشمی            | —     | —                                        | فرزند پسر عمو | مادر وی را فتاة گزارش کرده‌اند. منابع کهن از او یادی به میان نیاورده‌اند. |       | [ ۲۶۷ ] |
| ۴۳  | عون بن مسلم                  | ندارد          | مسلم بن عقیل                   | هاشمی            | —     | عمرو بن صبیح صیداوی                      | فرزند پسر عمو | برخی منابع وی را از کشته‌شدگان کربلا گزارش کرده‌اند. |       | [ ۲۶۸ ] |
| ۴۴  | مسلم بن مسلم                 | ندارد          | مسلم بن عقیل                   | هاشمی            | —     | —                                        | فرزند پسر عمو | برخی منابع از کشته شدن وی در کربلا گزارش کرده‌اند. |       | [ ۲۶۹ ] |
| ۴۵  | عبدالله بن عباس              | ندارد          | عباس بن علی                    | هاشمی            | —     | —                                        | فرزند برادر   | برخی وی را کشته کربلا دانسته‌اند اما در مقابل منابع متقدم از وی یادی نکردند و همچنین در منابع رجالی از فرزندی به نام عبدالله برای عباس بن علی یاد نشده است.                                                                                            |       | [ ۲۷۰ ] |
| ۴۶  | قاسم بن عباس                 | ندارد          | عباس بن علی                    | هاشمی            | ۱۹    | —                                        | فرزند برادر   | در منابع فرزندی به این نام برای عباس بن علی گزارش نشده است با این وجود در نورالعین فی مشهد الحسین از وی به عنوان کشته کربلا یاد شده است. |       | [ ۲۷۱ ] |
| ۴۷  | عبدالله بن ابی‌سفیان          | ابوالهیاج      | ابی سفیان بن حارث بن عبدالمطلب | هاشمی            | —     | —                                        | ندارد         | وی از صحابه کشته شده در سپاه حسین است که پدرش، برادر رضاعی پیامبر اسلام بوده است. | Yes   | [ ۲۷۲ ] |
| ۴۸  | اسحاق بن مالک                | ندارد          | مالک اشتر                      | نخعی             | —     | —                                        | ندارد         | تنها فاضل دربندی از شهادت وی در کربلا گزارش داده است. |       | [ ۲۷۳ ] |
| ۴۹  | اسد کلبی                     | ندارد          | —                              | —                | —     | —                                        | ندارد         | وی یک از خوانده شدگان توسط حسین بن علی در زمان کشته شدن یارانش بوده است. |       | [ ۲۷۴ ] |
| ۵۰  | اسد بن ابی دجانه             | ندارد          | —                              | —                | —     | بختری بن سعد ازرق بن هاشم                | ندارد         | وی برای یاری عبدالله بن حسن به میدان شتافت اما محاصره و کشته شد. از کشته شدن او تنها در کتاب روضة الشهدا یاد شده است. |       | [ ۲۷۵ ] |
| ۵۱  | اشعث بن سعد                  | ندارد          | —                              | —                | —     | —                                        | ندارد         | وی توسط ملاحسین کاشفی از شهدای کربلا گزارش شده است. برخی به اشتباه وی را با اشعث بن قیس (از دشمنان حسین بن علی) یکی دانسته‌اند. |       | [ ۲۷۶ ] |
| ۵۲  | بدر بن رقیط                  | ندارد          |                                | —                | —     | —                                        | ندارد         | از وی و دو فرزندش تنها در زیارت رجبیه یاد شده است. به گفته مؤلف فرسان الهیجاء، احتمال اشتباه در این فقره از زیارت رجبیه، منتفی نیست. | Yes   | [ ۲۷۷ ] |
| ۵۳  | بکیر بن حر ریاحی             | ندارد          | حر بن یزید ریاحی               | —                | —     | —                                        | ندارد         | وی به همراه پدرش حر، ابتدا از لشکریان عمر سعد بودند که به سپاه حسین پیوستند. بکیر قبل از پدرش به میدان رفته و کشته شد. از وی در منابع کهن گزارشی نقل نشده است.                                                                                        |       | [ ۲۷۸ ] |
| ۵۴  | جنادة بن عمرو صیداوی         | ندارد          | عمرو بن خالد                   | —                | —     | —                                        | ندارد         | وی از بیعت‌کنندگان با مسلم در کوفه بود که پس از کشته‌شدن مسلم، خود را از کوفه به حسین بن علی رسانید. از وی در منابع کهن یادی نشده است. |       | [ ۲۷۹ ] |
| ۵۵  | جندب حضرمی                   | ندارد          | —                              | —                | —     | —                                        | ندارد         | عمادزاده در کتاب خویش وی را از شهیدان کربلا می‌داند اما در منابع دیگر از چنین شخصی به عنوان کشته شدن در کربلا یاد نشده است. |       | [ ۲۸۰ ] |
| ۵۶  | حارث بن سریع                 | ندارد          | —                              | —                | —     | —                                        | ندارد         | از وی در کتاب قیام حق به عنوان کشته کربلا یاد شده است اما در منبع دیگری از او یاد نشده است. |       | [ ۲۸۱ ] |
| ۵۷  | حجر بن جندب                  | ندارد          | جندب بن حجیر                   | قحطانی           | ۲۴    | نبرد اول                                 | ندارد         | تنها عمادزاده در کتابش او را کشته شده در کربلا می‌داند. پدرش از کشته‌شدگان کربلاست. نام او را حجیر نیز گزارش کرده‌اند. |       | [ ۲۸۲ ] |
| ۵۸  | حجر بن حر                    | ندارد          | —                              | —                | —     | —                                        | ندارد         | صاحب کتاب اسرارالشهاده از یکی از سپاهیان عمر سعد یاد می‌کند که مأمور قطع آب بر حسین بوده است و پس از آن به سپاه حسین پیوسته و در آنجا کشته شده است. |       | [ ۲۸۳ ] |
| ۵۹  | حصین بن مالک                 | ندارد          | —                              | —                | —     | —                                        | ندارد         | تنها کتاب عشرة کامله از وی به عنوان شهید کربلا یاد کرده است. |       | [ ۲۸۴ ] |
| ۶۰  | حطیمة بن وهاد                | ندارد          | —                              | —                | —     | —                                        | ندارد         | در کتاب ریاض الشهاده و روضة الشهدا از وی به عنوان شهید کربلا یاد شده که در محاصره دشمن کشته شد. اما روضه الشهدا نام وی را حنظمه گزارش کرده است. |       | [ ۲۸۵ ] |
| ۶۱  | حماد                         | ندارد          | —                              | —                | —     | —                                        | ندارد         | وی غلام حسین بن علی بود که پس از محاصره محمد بن مقداد و عبدالله بن ابودجانه، به کمک آنان شتافت اما کشته شد. از وی تنها در روضة الشهدا یاد شده است. |       | [ ۲۸۶ ] |
| ۶۲  | حماد بن انس                  | ندارد          | —                              | —                | —     | —                                        | ندارد         | گروهی بر این باورند که وی از جمله شهیدان کربلا است. |       | [ ۲۸۷ ] |
| ۶۳  | حنظلة بن عمرو شیبانی         | ندارد          | —                              | —                | —     | —                                        | ندارد         | از وی تنها ابن شهر آشوب به عنوان شهید کربلا یاد کرده است. وی در حمله نخست کشته شده است. |       | [ ۲۸۸ ] |
| ۶۴  | خزیمه                        | کوفی           | —                              | —                | ۴۰    | حمله اول                                 | ندارد         | از وی در منابع پیشین یادی نشده و قندوزی وی را از لشکریان عمر سعد گزارش کرده است که حامل پیغامی برای حسین از جانب عمر سعد بود اما در کنار حسین بن علی ماند و به لشکریان وی پیوست.                                                                      |       | [ ۲۸۹ ] |
| ۶۵  | سلیمان بن رزین               | ابورزین        | —                              | —                | —     | سلیمان بن عوف حضرمی (در بصره)            | ندارد         | وی را غلام حسین بن علی گزارش کرده‌اند که برخی وی را کشته کربلا و برخی او را کشته شده به دستور ابن زیاد در بصره به جهت پیک بودن برای نامه حسین بن علی دانسته‌اند. از وی در زیارت ناحیه یاد شده است.                                                      |       | [ ۲۹۰ ] |
| ۶۶  | عبدالله بن بدر               | ندارد          | بدر بن رقیط                    | —                | —     | —                                        | ندارد         | از وی، برادر و پدرش تنها در زیارت رجبیه یاد شده است. به گفته مؤلف فرسان الهیجاء، احتمال اشتباه در این فقره از زیارت رجبیه، منتفی نیست. | Yes   | [ ۲۹۱ ] |
| ۶۷  | عبیدالله بن بدر              | ندارد          | بدر بن رقیط                    | —                | —     | —                                        | ندارد         | از وی، برادر و پدرش تنها در زیارت رجبیه یاد شده است. به گفته مؤلف فرسان الهیجاء، احتمال اشتباه در این فقره از زیارت رجبیه، منتفی نیست. | Yes   | [ ۲۹۲ ] |
| ۶۸  | داود بن طِرِمّاح                | ندارد          | —                              | —                | —     | —                                        | ندارد         | از وی در منابع رجال و تاریخ ذکری به میان نیامده و تنها برخی منابع متقدم وی را جزء کشته‌شدگان کربلا ذکر کرده‌اند. |       | [ ۲۹۳ ] |
| ۶۹  | ذیان بن ضریب صائدی همدانی    | ندارد          | —                              | همدان            | —     | —                                        | ندارد         | از وی تنها در کتاب عاشورا چه روزیست یاد شده است. |       | [ ۲۹۴ ] |
| ۷۰  | رافع                         | ندارد          | —                              | —                | —     | —                                        | ندارد         | وی غلام مسلم بن کثیر است که در برخی منابع به اشتباه و تصحیف، نافع گزارش شده است. وی پس از نماز ظهر روز عاشورا کشته شد. |       | [ ۲۹۵ ] |
| ۷۱  | ربیعة بن حوط                 | ابومهوش ابوثور | —                              | —                | —     | —                                        | ندارد         | وی را پسر عموی حبیب بن مظاهر گزارش کرده‌اند. از کشته شدن وی در کربلا گزارشی وجود ندارد، و برخی منابع به اشتباه به نقل از ابن حجر وی را کشته شده در کربلا همراه با حبیب گزارش کرده‌اند.                                                                  |       | [ ۲۹۶ ] |
| ۷۲  | رشید                         | ندارد          | —                              | —                | —     | —                                        | ندارد         | تنها در کتاب جواهر الایقان از یکی از کشته‌شدگان کربلا به نام رشید یاد شده است. |       | [ ۲۹۷ ] |
| ۷۳  | رمیث بن عمرو                 | ندارد          | —                              | —                | —     | —                                        | ندارد         | در منابع تاریخ و رجال، از وی به عنوان اصحاب حسین بن علی یاد شده است و در جایی به کشته شدنش در عاشورا اشاره‌ای نشده است. از وی در زیارت رجبیه یاد شده است و شاید همین مسئله سبب شده است عده‌ای وی را شهید کربلا بدانند.                                  | Yes   | [ ۲۹۸ ] |
| ۷۴  | زائدة بن مهاجر               | ندارد          | —                              | —                | —     | —                                        | ندارد         | از وی در زیارت رجبیه یاد شده است و عده‌ای بر اساس همان منبع، وی را از کشته‌شدگان کربلا می‌دانند. برخی وی را همان یزید بن زیاد مهاجر معروف به ابوشعثای کندی می‌دانند.                                                                                      | Yes   | [ ۲۹۹ ] |
| ۷۵  | زهیر بن حسان اسدی            | ندارد          | —                              | —                | —     | —                                        | ندارد         | منابع متاخر از وی به عنوان یکی از اصحاب حسین که در عاشورا کشته شده است یاد کرده‌اند اما در منابع کهن یادی از وی نشده است. |       | [ ۳۰۰ ] |
| ۷۶  | زهیر بن سلیمان               | ندارد          | —                              | —                | —     | —                                        | ندارد         | از وی تنها در زیارت رجبیه به عنوان کشته شده کربلا یاد شده است. |       | [ ۳۰۱ ] |
| ۷۷  | زهیر بن سیار                 | ندارد          | —                              | —                | —     | —                                        | ندارد         | از وی تنها در زیارت رجبیه به عنوان کشته شده کربلا یاد شده است. | Yes   | [ ۳۰۲ ] |
| ۷۸  | سعید بن کَردَم                 | زید بن کَردَم    | —                              | —                | —     | —                                        | ندارد         | از میان منابع، تنها ابن عساکر وی را به عنوان کشته کربلا یاد کرده است. | Yes   | [ ۳۰۳ ] |
| ۷۹  | سعد بن بشر حضرمی             | ندارد          | بشر بن عمر                     | —                | —     | —                                        | ندارد         | از وی تنها در کتاب ناسخ التواریخ به عنوان کشته کربلا یاد شده است. |       | [ ۳۰۴ ] |
| ۸۰  | سعد بن حرث                   | خزاعی          | —                              | خزاعی            | ۷۰    | حمله اول                                 | ندارد         | مامقانی وی را از صحابه کشته شده در کربلا می‌داند. اما غیر از وی کسی از وجود چنین صحابی گزارش نکرده‌اند. از او در منابع متقدم سخنی به میان نیامده است.                                                                                                   |       | [ ۳۰۵ ] |
| ۸۱  | سلم بن عمرو                  | ندارد          | —                              | —                | —     | —                                        | ندارد         | مورخان از وی گزارشی نقل نکرده‌اند و تنها عمادزاده از وی به عنوان مستخدم حسین بن علی یاد کرده است. |       | [ ۳۰۶ ] |
| ۸۲  | سلیمان بن ربیعه              | ندارد          | —                              | بنی اسد بن خزیمه | —     | —                                        | ندارد         | تنها فضیل بن زبیر نام وی را در رساله تسمیه من قتل معل الحسین علیه السلام به عنوان کشته کربلا یاد کرده است. |       | [ ۳۰۷ ] |
| ۸۳  | سلیمان بن عوف حضرمی          | ندارد          | —                              | —                | —     | —                                        | ندارد         | از وی تنها در زیارت رجبیه یاد شده است. | Yes   | [ ۳۰۸ ] |
| ۸۴  | سیف بن مالک نمیری            | ندارد          | —                              | —                | —     | —                                        | ندارد         | در بین منابع متقدم تنها ابن شهر آشوب از وی به عنوان کشته کربلا یاد کرده است. در زیارت ناحیه نیز به سیف بن مالک بدون پسوند سلام داده‌شده است که می‌تواند مربوط به سیف بن مالک عبدی باشد.                                                                 |       | [ ۳۰۹ ] |
| ۸۵  | شریح بن عبدالله              | ندارد          | —                              | —                | —     | —                                        | ندارد         | از وی در منابع متقدم یادی نشده است و تنها منابع متقدم وی را از کشته‌شدگان کربلا می‌دانند. |       | [ ۳۱۰ ] |
| ۸۶  | شریح بن عبید                 | ندارد          | —                              | —                | —     | —                                        | ندارد         | تنها در روضة الشهدا از وی به عنوان کشته کربلا یاد شده است. |       | [ ۳۱۱ ] |
| ۸۷  | شریف بن حارث                 | ندارد          | —                              | —                | —     | —                                        | ندارد         | در منابع کهن یادی از وی وجود ندارد و تنها منابع متاخر از وی به عنوان کشته کربلا یاد کرده‌اند. |       | [ ۳۱۲ ] |
| ۸۸  | ضبیعة بن عمرو                | ندارد          | —                              | —                | —     | —                                        | ندارد         | از وی تنها در زیارت رجبیه به عنوان کشته کربلا یاد شده است. | Yes   | [ ۳۱۳ ] |
| ۸۹  | عائد بن حرب سلانی            | ندارد          | —                              | —                | —     | —                                        | ندارد         | در کتب رجال یادی از او نشده و تنها عمادزاده با استناد به زیارت ناحیه مقدسه از وی به عنوان کشته کربلا یاد کرده است. |       | [ ۳۱۴ ] |
| ۹۰  | عامر بن جلیده                | ندارد          | —                              | —                | —     | —                                        | ندارد         | از وی در منابع متقدم یادی نیست اما منابع متاخر با توجه به زیارت رجبیه، وی را از کشته‌شدگان کربلا می‌دانند. | Yes   | [ ۳۱۵ ] |
| ۹۱  | عامر بن مالک                 | ندارد          | —                              | —                | —     | —                                        | ندارد         | از نسب و سرگذشت وی در منابع متقدم مطلبی گزارش نشده است و تنها برخی منابع متاخر وی را به استناد به زیارت رجبیه از کشته‌شدگان کربلا می‌دانند. | Yes   | [ ۳۱۶ ] |
| ۹۲  | عباده بن حرث انصاری          | ندارد          | —                              | —                | —     | —                                        | ندارد         | تنها کتاب عشره کامله از وی به عنوان کشته کربلا یاد کرده است. |       | [ ۳۱۷ ] |
| ۹۳  | عبدالاعلی بن زیاد کلبی       | ندارد          | زیاد بن شجاع کلبی              | —                | ۲۵    | —                                        | ندارد         | تنها بلاذری وی را از کشته‌شدگان کربلا یاد کرده است. وی از کشته شدگان کوفه به دلیل همکاری با مسلم بن عقیل گزارش شده است. |       | [ ۳۱۸ ] |
| ۹۴  | عبدالله بن ابودجانه          | ندارد          | —                              | —                | —     | —                                        | ندارد         | در روضة الشهدا از وی به عنوان شهید کربلا یاد شده است اما در ریاض الشهادة از ابودجانه نامی به عنوان شهید کربلا سخن به میان آمده است. |       | [ ۳۱۹ ] |
| ۹۵  | عبدالرحمن بن یزید            | ندارد          | —                              | —                | —     | —                                        | ندارد         | از وی در زیارت رجبیه یاد شده است و برخی متاخرین نیز وی را جزء کشته‌شدگان سپاه حسین می‌دانند. | Yes   | [ ۳۲۰ ] |
| ۹۶  | عبدالسلام بن عروه            | ندارد          | —                              | —                | —     | —                                        | ندارد         | تنها منبعی که وی را از کشته‌شدگان کربلا می‌داند، کتاب تذکرة الشهدا است. این احتمال داده شده است که وی با عبدالرحمن بن عروه اشتباه شده باشد. |       | [ ۳۲۱ ] |
| ۹۷  | عبدالله بن ابوبکر            | ندارد          | —                              | —                | —     | —                                        | ندارد         | تنها منبعی که وی را از کشته‌شدگان کربلا گزارش کرده است، اعیان الشیعه می‌باشد. وی این نقل را از کتاب الحیوان جاخظ نقل می‌کند اما در تحقیق اخیر این اثر، عبدالله بن ابوبکر کشته شده در جنگ طائف گزارش شده است.                                             |       | [ ۳۲۲ ] |
| ۹۸  | عبدالله بن عبدالله           | ندارد          | عبدالله الجواد                 | —                | —     | —                                        | ندارد         | وی از نوادگان جعفر طیار است. مادرش خوصاء دختر خفصة بن ثقیف گزارش شده است. از او در مناقب ابن شهر آشوب یاد شده است. |       | [ ۳۲۳ ] |
| ۹۹  | عبدالله بن قیس               | ندارد          | قیس بن ابی عروه                | بنی عقّار         | —     | —                                        | ندارد         | وی به همراه برادرش در حمله نخست لشکر عمر سعد کشته شد. |       | [ ۳۲۴ ] |
| ۱۰۰ | عبیدالله بن قیس              | ندارد          | قیس بن ابی عروه                | بنی عقّار         | —     | —                                        | ندارد         | وی به همراه برادرش در حمله نخست لشکر عمر سعد کشته شد. |       | [ ۳۲۵ ] |
| ۱۰۱ | عبدالله بن ابی دجانه         | ندارد          | —                              | —                | —     | —                                        | ندارد         | در منابع متقدم از وی به عنوان کشته کربلا گزارشی وجود ندارد و تنها کتاب روضه الشهدا وی را از کشته‌شدگان کربلا می‌داند. |       | [ ۳۲۶ ] |
| ۱۰۲ | عبدالله بن خالد صیداوی       | ندارد          | —                              | —                | —     | —                                        | ندارد         | وی را به نقل از لهوف به عنوان کشته کربلا ذکر کرده‌اند اما در لهوف تصحیح شده، وی را به عنوان عمرو بن خالد صیداوی آمده است. در دیگر منابع متقدم از وی گزارشی در دست نیست.                                                                                |       | [ ۳۲۷ ] |
| ۱۰۳ | عبدالله بن سریع              | ندارد          | —                              | —                | —     | —                                        | ندارد         | تنها منبعی که وی را کشته کربلا دانسته است، اسرار الشهاده است. |       |         |
| ۱۰۴ | عبدالله بن عمر کندی          | ندارد          | —                              | کنده             | —     | —                                        | ندارد         | در منابع متقدم از وی یادی به میان نیامده است و تنها در کتاب اسرار الشهاده از وی به عنوان کشته کربلا یاد شده است. |       | [ ۳۲۸ ] |
| ۱۰۵ | عبدالله بن عمرو              | ندارد          | عمرو بن عیاش                   | کلب              | —     | —                                        | ندارد         | تاریخ نویسان از وی گزارشی نکرده‌اند. |       | [ ۳۲۹ ] |
| ۱۰۶ | عبیدالله بن بشیر             | ندارد          | —                              | —                | —     | —                                        | ندارد         | در منابع رجالی یادی از وی نشده است، و احتمالاً تصحیفی از عبدالله بن بشیر باشد. |       | [ ۳۳۰ ] |
| ۱۰۷ | عروه غفاری                   | ندارد          | —                              | —                | —     | —                                        | ندارد         | تنها در ینابیع المودة از او یاد شده است. |       | [ ۳۳۱ ] |
| ۱۰۸ | علی بن حر                    | تمیمی ریاحی    | حر بن یزید ریاحی               | تمیمی            | ۲۵    | —                                        | ندارد         | بنابر گزارشی در برخی منابع، وی به همراه پدرش حر، ابتدا از لشکریان عمر سعد بودند که به سپاه حسین پیوستند. اما بسیاری از منابع از وی یادی به میان نیاورده‌اند. او پیش از پدرش به میدان رفته و کشته شد.                                                   |       | [ ۳۳۲ ] |
| ۱۰۹ | علی بن مظاهر اسدی            | ندارد          | مظاهر اسدی                     | —                | —     | —                                        | ندارد         | هرچند برخی منابع از کشته شدن وی در کربلا گزارش کرده‌اند اما هیچ منبع قدیمی از وی به عنوان کشته کربلا سخن نگفته است. |       | [ ۳۳۳ ] |
| ۱۱۰ | عمران کلبی                   | ندارد          | —                              | بنی کلب          | —     | —                                        | ندارد         | وی و مادرش از تازه مسلمانان بودند که پس از کشته شدن عمیر بن مطاع به میدان رفت و کشته شد. از وی در منابع کهن یادی به میان نیامده است. |       | [ ۳۳۴ ] |
| ۱۱۱ | عمر بن ابی تمام صائدی        | ندارد          | —                              | —                | —     | —                                        | ندارد         | تنها در کتاب آرامگاه‌های خاندان پاک پیامبر، به این کشته در کربلا اشاره شده است. |       | [ ۳۳۵ ] |
| ۱۱۲ | عمرو بن مطیع                 | ندارد          | —                              | —                | —     | —                                        | ندارد         | از وی تنها در کتاب اسرار الشهاده به عنوان کشته کربلا یاد شده است. |       | [ ۳۳۶ ] |
| ۱۱۳ | عمرو بن احدث (الاحدوث) حضرمی | ندارد          | —                              | —                | —     | —                                        | ندارد         | از وی تنها در کتاب زندگی حضرت خامس آل عبا به عنوان کشته کربلا یاد شده است. از وی در زیارت ناحیه یاد شده است. |       | [ ۳۳۷ ] |
| ۱۱۴ | عمرو بن خلف                  | ندارد          | —                              | —                | —     | —                                        | ندارد         | وی از کشته‌شدگان کربلا گزارش شده است که در زیارت رجبیه از وی به همراه غلامش سعید یاد شده است، اما به عقیده مؤلف انصارالحسین، وی همان عمرو بن خالد صیداوی است که به همراه غلامش سعید در کربلا کشته شدند.                                                | Yes   | [ ۳۳۸ ] |
| ۱۱۵ | عمرو بن مشیعه                | ندارد          | —                              | —                | —     | —                                        | ندارد         | تنها در کتاب مناقب از وی به عنوان کشته کربلا یاد شده است. این احتمال داده شده که وی همان عمرو بن ضبیعه یا عمرو بن قرضه از کشته‌شدگان کربلاست. |       | [ ۳۳۹ ] |
| ۱۱۶ | عمیر انصاری                  | ندارد          | —                              | —                | —     | —                                        | ندارد         | در اسرار الشهاده از وی به عنوان کشته کربلا یاد شده است. |       | [ ۳۴۰ ] |
| ۱۱۷ | عمیر بن حصین                 | ندارد          | —                              | —                | —     | —                                        | ندارد         | در کتاب تذکرة الشهدا از وی به عنوان کشته کربلا در کنار برادرش یزید یاد شده است. |       | [ ۳۴۱ ] |
| ۱۱۸ | عمیر بن کناد                 | ندارد          | —                              | —                | —     | —                                        | ندارد         | وی در زیارت رجبیه به عنوان کشته کربلا یاد شده است اما در منابع دیگر اطلاعی از وی وجود ندارد. | Yes   | [ ۳۴۲ ] |
| ۱۱۹ | غیلان بن عبدالرحمن           | ندارد          | —                              | —                | —     | —                                        | ندارد         | در منابع از وی گزارشی وجود ندارد، تنها در زیارت رجبیه از وی یاد شده است. | Yes   | [ ۳۴۳ ] |
| ۱۲۰ | فیروزان                      | ندارد          | —                              | ایرانی           | —     | —                                        | ندارد         | فیروزان که به نام‌های پیروزان و فروزان نیز گزارش شده است، از غلامان ایرانی حسن بن علی بود که همراه با کاروان حسین بن علی به کربلا آمد و کشته شد. از وی در منابع کهن یادی به میان نیامده است.                                                           |       | [ ۳۴۴ ] |
| ۱۲۱ | قاسم بن حارث کاهلی           | ندارد          | —                              | —                | —     | —                                        | ندارد         | از وی در منابع تاریخی کهن گزارشی وجود ندارد و تنها در زیارت رجبیه از وی یا شده است. این احتمال داده شده است که وی همان قاسم بن حبیب ازدی باشد. | Yes   | [ ۳۴۵ ] |
| ۱۲۲ | قاسم بن سعد طائی             | ندارد          | —                              | —                | —     | —                                        | ندارد         | در منابع جز وسیلة الدارین کسی به کشته شدن وی در کربلا اشاره نکرده است. |       | [ ۳۴۶ ] |
| ۱۲۳ | قیس بن ربیع                  | ندارد          | —                              | —                | —     | —                                        | ندارد         | از وی اطلاعاتی در منابع کهن وجود ندارد، منابع متاخر از وی به عنوان کشته کربلا یاد کرده‌اند. |       | [ ۳۴۷ ] |
| ۱۲۴ | قیس بن عبدالله همدانی        | ندارد          | —                              | —                | —     | —                                        | ندارد         | از وی تنها در زیارت رجبیه یاد شده است. | Yes   | [ ۳۴۸ ] |
| ۱۲۵ | قیس بن منبه                  | ندارد          | —                              | —                | —     | —                                        | ندارد         | تنها در روضة الشهدا از وی به عنوان کشته کربلا یاد شده است. |       | [ ۳۴۹ ] |
| ۱۲۶ | مالک بن انس کاهلی            | ندارد          | —                              | —                | —     | —                                        | ندارد         | برخی همچون کتاب المناقب، وی را از کشته‌شدگان کربلا گزارش کرده‌اند. |       | [ ۳۵۰ ] |
| ۱۲۷ | مالک بن اوس                  | ندارد          | —                              | —                | —     | —                                        | ندارد         | در کتاب ناسخ التواریخ از وی به عنوان کشته کربلا یاد شده است. |       | [ ۳۵۱ ] |
| ۱۲۸ | مالک بن حارث                 | ندارد          | —                              | —                | —     | —                                        | ندارد         | تنها در کتاب اسرار الشهاده از وی و برادرش به عنوان کشته کربلا یاد شده است. |       | [ ۳۵۲ ] |
| ۱۲۹ | مالک بن دودان                | ندارد          | —                              | —                | —     | —                                        | ندارد         | وی به نقل ابن شهر آشوب از کشته‌شدگان کربلاست. |       | [ ۳۵۳ ] |
| ۱۳۰ | مبارک                        | ندارد          | —                              | —                | —     | —                                        | ندارد         | از او در منابع کهن اطلاعاتی گزارش نشده است و تنها ناسخ التواریخ از کشته شدن وی نقل گزارش کرده است. |       | [ ۳۵۴ ] |
| ۱۳۱ | محمد بن انس                  | ندارد          | —                              | —                | —     | —                                        | ندارد         | برخی منابع از کشته شدن وی در ماجرای کربلا یاد کرده‌اند. وی به همراه اسد بن ابی دجانه و فیروزان به مقاتله رفت و کشته شد. |       | [ ۳۵۵ ] |
| ۱۳۲ | محمد بن مطاع                 | ندارد          | —                              | جعف              | —     | —                                        | ندارد         | وی را منابع متاخر از کشته‌شدگان کربلا گزارش کرده‌اند اما در منابع کهن خبری از وی نیست. |       | [ ۳۵۶ ] |
| ۱۳۳ | محمد بن مقداد                | ندارد          | —                              | —                | —     | —                                        | ندارد         | از وی جز در کتاب ملا محسن کاشفی، به عنوان کشته کربلا یاد نشده است. |       | [ ۳۵۷ ] |
| ۱۳۴ | محمد بن عبدالله              | مذحجی          | عبدالله بن عائدی               | —                | —     | —                                        | ندارد         | برخی منابع نام وی را مجمع گزارش کرده‌اند. وی از جمله ۱۴ نفری است که سواره از کوفه خارج شده و به سپاه حسین پیوستند. از وی در منابع کهن یادی به میان نیامده است.                                                                                         |       | [ ۳۵۸ ] |
| ۱۳۵ | مرة بن ابی مره غفاری         | ندارد          | —                              | —                | —     | —                                        | ندارد         | از وی جز در کتاب ملا محسن کاشفی خبری گزارش نشده است. |       | [ ۳۵۹ ] |
| ۱۳۶ | مسعود بن سعد حداد            | ندارد          | —                              | —                | —     | —                                        | ندارد         | تنها منبعی که وی را کشته کربلا گزارش کرده است، واعظ خیابانی است. |       | [ ۳۶۰ ] |
| ۱۳۷ | مسعود هاشمی                  | ندارد          | —                              | —                | —     | —                                        | ندارد         | فاضل دربندی وی را به عنوان کشته کربلا گزارش کرده است. |       | [ ۳۶۱ ] |
| ۱۳۸ | مسلم بن کناد                 | ندارد          | —                              | —                | —     | —                                        | ندارد         | تنها در زیارت رجبیه از وی به عنوان کشته کربلا یاد شده است. | Yes   | [ ۳۶۲ ] |
| ۱۳۹ | مسلم                         | ندارد          | —                              | —                | —     | —                                        | ندارد         | در کتاب یاران پایدار، از وی به عنوان کشته کربلا و غلام حسین بن علی یاد شده است. |       | [ ۳۶۳ ] |
| ۱۴۰ | مصعب بن یزید ریاحی           | تمیمی ریاحی    | یزید بن ناجیه یربوعی           | تمیمی            | ۴۵    | —                                        | ندارد         | وی برادر حر بن یزید ریاحی است که به گفته برخی منابع، همچون وی از سپاه عمر سعد به سپاه حسین بن علی پیوست و پیش از حر به میدان رفت و کشته شد. |       | [ ۳۶۴ ] |
| ۱۴۱ | مصیب بن جواد کلانی           | ندارد          | —                              | —                | —     | —                                        | ندارد         | بجز یک منبع متاخر، منبعی دیگر از کشته شدن وی گزارشی نداشته است. |       | [ ۳۶۵ ] |
| ۱۴۲ | معلی بن حنظله غفاری          | ندارد          | —                              | غفاری            | —     | —                                        | ندارد         | اسرار الشهاده وی را جزء کشته‌شدگان کربلا گزارش کرده است. |       | [ ۳۶۶ ] |
| ۱۴۳ | معلی بن خنیس ذهلی            | ندارد          | —                              | —                | —     | —                                        | ندارد         | برخی وی را معلی بن معلی و معلی بن علی نیز گزارش کرده‌اند. با این وجود در منابع کهن از وی یادی به میان نیامده است. |       | [ ۳۶۷ ] |
| ۱۴۴ | معلا بن علا                  | ندارد          | —                              | کلب              | —     | —                                        | ندارد         | وی را تنها در ینابیع الموده به عنوان کشته کربلا گزارش کرده‌اند. |       | [ ۳۶۸ ] |
| ۱۴۵ | معلی بن معلی                 | ندارد          | —                              | —                | —     | —                                        | ندارد         | ابومخنف وی را از کشته‌شدگان کربلا گزارش کرده است که برخی منابع وی را همان معلی بن خنیس دانسته‌اند. |       | [ ۳۶۹ ] |
| ۱۴۶ | یزید بن مظاهر اسدی           | ندارد          | —                              | —                | —     | —                                        | ندارد         | در مقتل ابومخنف از وی به عنوان کشته کربلا گزارش شده است و برخی منابع به نقل از ابومخنف، رجز منسوب به وی را به یزید بن زیاد بن مهاصر گزارش کرده‌اند. |       | [ ۳۷۰ ] |
| ۱۴۷ | ناصر هلالی                   | ندارد          | —                              | —                | —     | —                                        | ندارد         | تنها در مقتل ابومخنف از وی به عنوان کشته کربلا گزارش شده است. |       | [ ۳۷۱ ] |
| ۱۴۸ | وقاص بن مالک                 | ندارد          | —                              | —                | —     | —                                        | ندارد         | در منابع کهن، از وی گزارشی وجود ندارد و در روضة الشهدا از وی به عنوان کشته کربلا یاد شده است. |       | [ ۳۷۲ ] |
| ۱۴۹ | هاشم بن عتبه                 | ندارد          | عتبة بن ابی وقاص قرشی          | —                | —     | —                                        | ندارد         | وی را برخی منابع از کشته‌شدگان کربلا و برخی حضورش را در کربلا محل تردید دانسته‌اند. |       | [ ۳۷۳ ] |
| ۱۵۰ | همام بن سلمه قانصی           | ندارد          | —                              | همدان            | —     | —                                        | ندارد         | از وی تنها در رساله تسمیه من قتل مع الحسین یاد شده است. |       | [ ۳۷۴ ] |
| ۱۵۱ | یحیی بن کثیر انصاری          | ندارد          | —                              | —                | —     | —                                        | ندارد         | از وی در منابع کهن یادی نشده است. اما ناسخ التواریخ وی را از کشته‌شدگان کربلا گزارش کرده است. |       | [ ۳۷۵ ] |
| ۱۵۲ | یزید بن عبدالله مشرقی        | ندارد          | —                              | —                | —     | —                                        | ندارد         | مورخان از وی گزارشی نداشتند جز فضل بن زبیر کوفی که او را کشته کربلا گزارش کرده است. این احتمال داده شده است که وی بریر بن عبدالله باشد. |       | [ ۳۷۶ ] |
| ۱۵۳ | یزید بن مغفل                 | جعفی           | مغفل بن جعف                    | مذحجی            | ۵۷    | —                                        | ندارد         | برخی او را زید بن معقل دانسته‌اند. |       | [ ۳۷۷ ] |

## یادداشت
1. ↑  بهرامیان می‌گوید سفارش مروان دربارهٔ قتل حسین، تنها به‌خاطر دشمنی نبوده و او اندیشهٔ خلافت در سر داشت. روایتی کمیاب و مهم موجود است که پس از اخذ دستور معاویه از سوی مروان مبنی بر بیعت ستاندن برای ولایتعهدی یزید، او خشمگین به شام رفته و علناً از امارت «صبیان» [=کودکان] ابزار نارضایتی کرده و به جایگاه خود اشاره کرد. معاویه نیز برای آرام کردن او، وی را «نظیر» خویش خواند و ولیعهد یزید قرار داد. بهرامیان ادامه می‌دهد حتی درصورت ساختگی بودن این روایت از سوی طرفداران وی، رگه‌ای از حقیقت سودای خلافت مروان در آن وجود دارد، اما او با وجود حسین بختی برای خلافت خویش نمی‌دید، ازاین‌رو کشتن حسین را خوش‌تر می‌داشت. او حتی در نامه‌ای که برای عبیدالله فرستاد، جایگاه حسین را به او یادآوری کرد و با زیرکی به او برای عدم سستی در برابر حسین به‌خاطر جایگاهش هشدار داد؛ و عبیدالله نیز در آشفتگی دستگاه خلافت اموی پس از مرگ یزید، به وی پیشنهاد داد تا خلافت را بپذیرد. ببینید: بهرامیان، «حسین (ع)، امام»، دائرةالمعارف بزرگ اسلامی، ۶۶۷.
2. ↑  بهرامیان می‌گوید به‌گزارش برخی روایات، یزید چندان به عبیدالله تمایل نداشت، و تعلل در انتخاب او شاید به‌دلیل جوانی او بود که در آن زمان نزدیک به ۳۲ سال سن داشت. بااین‌حال، از جانب یزید افزون‌بر حکومت بصره، به امارت کوفه نیز منصوب شد. ببینید: بهرامیان، «حسین (ع)، امام»، دائرةالمعارف بزرگ اسلامی، ۶۶۸.
3. ↑  پیش از فرستادن لشکر ابن سعد و در هنگام اردو در نُخَیْله، ابن زیاد منبر رفت و در خطابه‌ای از خوبی‌های معاویه در پرداخت منظم «اعطیات» و ستایش یزید و افزایش «عطا» از سوی او گفت و اینکه همه باید به سپاه بپیوندند. سپس برای تسلط بیشتر بر اوضاع، به نخلیه رفت و به محمد بن اشعث و اسماء بن خارجه دستور داد در کوفه مردم را به «طاعت» فراخوانند و از پیامدهای «فتنه» انذار دهند و آنان را برای پیوستن به لشکر ترغیب کنند. سپس دستور داد تا «عطا» به لشکریان پرداخت شود. بهرامیان می‌گوید عطا بیشتر در آغاز سال و ماه محرم پرداخت می‌شد؛ و افزایش و پرداخت آن در این زمان نقش مهمی در شکل‌گیری این لشکر داشت، چنان‌که سپس‌تر تعدادی از لشکریان کوفه علناً بیان کردند که به‌خاطر قطع نشدن عطا به نبرد رفته‌اند. این گونه عطا که اکثراً برای نبرد لشکریان مسلمان با سرکشان نامسلمان پرداخت می‌شد، این بار برای نبرد با حسین بن علی پرداخت شد. هرچند این عمل بدون آمادگی زمینهٔ فکری که از روزگار معاویه پی‌ریزی شده بود، امکان نداشت؛ عبارات «خروج بر خلیفه»، «ترک طاعت» که بخشی از «فتنه» شمرده می‌شد، برابر با «کفر» بود و همین بهانه‌ها، برای حذف مخالفان به‌کار برده می‌شد؛ آنچنانکه حجر بن عدی و اطرافیانش در زمان معاویه با عنوان «رؤساء فتنه» کشته شدند. در کربلا نیز همین واژگان از سوی طرفداران بنی‌امیه به حسین و اطرافیانش نسبت داده می‌شد. ببینید: بهرامیان، «حسین (ع)، امام»، دائرةالمعارف بزرگ اسلامی، ۶۷۱–۶۷۲.